# Storbritannien i olympiska sommarspelen 2012
Storbritannien, genom dess olympiska kommitté, deltog som värdnation vid de olympiska sommarspelen 2012 mellan den 27 juli och 12 augusti 2012.
London är den första staden att ha arrangerat tre olympiska sommarspel efter att ha arrangerat spelen 1908 och 1948.

## Lag
Storbritannien tävlade i olympiska spelen under förkortningen GBR, en förkortning som de tilldelades inför olympiska sommarspelen 1908. Laget är även känt under namnet Team GB (från Great Britain). Detta namn orsakade en viss kritik från Nordirland (som också tävlade under samma flagg som Storbritannien) som hellre skulle sett namnet Team UK (från United Kingdom). Storbritanniens kläder designades av Stella McCartney.

## Medaljörer
| Medalj | Namn | Sport          | Gren                                  |
| ------ | --- | -------------- | ------------------------------------- |
| Guld   | Nicola Adams | Boxning        | Damernas flugvikt                     |
| Guld   | Luke Campbell | Boxning        | Herrarnas bantamvikt                  |
| Guld   | Anthony Joshua | Boxning        | Herrarnas supertungvikt               |
| Guld   | Bradley Wiggins | Cykling        | Herrarnas tempolopp                   |
| Guld   | Victoria Pendleton | Cykling        | Damernas keirin                       |
| Guld   | Laura Trott | Cykling        | Damernas omnium                       |
| Guld   | Danielle King Joanna Rowsell Laura Trott                                                                                             | Cykling        | Damernas lagförföljelse               |
| Guld   | Chris Hoy | Cykling        | Herrarnas keirin                      |
| Guld   | Jason Kenny | Cykling        | Herrarnas sprint                      |
| Guld   | Philip Hindes Chris Hoy Jason Kenny                                                                                                  | Cykling        | Herrarnas lagsprint                   |
| Guld   | Steven Burke Ed Clancy Peter Kennaugh Geraint Thomas                                                                                 | Cykling        | Herrarnas lagförföljelse              |
| Guld   | Jessica Ennis | Friidrott      | Damernas sjukamp                      |
| Guld   | Mo Farah | Friidrott      | Herrarnas 5000 m                      |
| Guld   | Mo Farah | Friidrott      | Herrarnas 10000 m                     |
| Guld   | Greg Rutherford | Friidrott      | Herrarnas längdhopp                   |
| Guld   | Timothy Baillie Etienne Stott | Kanotsport     | Herrarnas C-2 slalom                  |
| Guld   | Ed McKeever | Kanotsport     | Herrarnas K-1 200 m                   |
| Guld   | Charlotte Dujardin | Ridsport       | Dressyr, ind.                         |
| Guld   | Carl Hester Laura Bechtolsheimer Charlotte Dujardin                                                                                  | Ridsport       | Dressyr, lag                          |
| Guld   | Nick Skelton Ben Maher Scott Brash Peter Charles                                                                                     | Ridsport       | Hoppning, lag                         |
| Guld   | Helen Glover Heather Stanning | Rodd           | Damernas tvåa utan styrman            |
| Guld   | Katherine Grainger Anna Watkins | Rodd           | Damernas dubbelsculler                |
| Guld   | Katherine Copeland Sophie Hosking | Rodd           | Damernas lättvikts-dubbelsculler      |
| Guld   | Alex Gregory Tom James Pete Reed Andrew Triggs Hodge                                                                                 | Rodd           | Herrarnas fyra utan styrman           |
| Guld   | Ben Ainslie | Segling        | Herrarnas finnjolle                   |
| Guld   | Peter Wilson | Skytte         | Herrarnas dubbel trap                 |
| Guld   | Jade Jones | Taekwondo      | Damernas 57 kg                        |
| Guld   | Andy Murray | Tennis         | Herrsingel                            |
| Guld   | Alistair Brownlee | Triathlon      | Herrarnas tävling                     |
| Silver | Fred Evans | Boxning        | Herrarnas weltervikt                  |
| Silver | Lizzie Armitstead | Cykling        | Damernas linjelopp landsväg           |
| Silver | Victoria Pendleton | Cykling        | Damernas sprint                       |
| Silver | Christine Ohuruogu | Friidrott      | Damernas 400 m                        |
| Silver | Louis Smith | Gymnastik      | Herrarnas bygelhäst                   |
| Silver | Gemma Gibbons | Judo           | Damernas 78 kg                        |
| Silver | David Florence Richard Hounslow | Kanotsport     | Herrarnas C-2 slalom                  |
| Silver | Samantha Murray | Modern femkamp | Damernas tävling                      |
| Silver | Mary King Kristina Cook Zara Phillips Nicola Wilson William Fox-Pitt                                                                 | Ridsport       | Fälttävlan, lag                       |
| Silver | Mark Hunter Zac Purchase | Rodd           | Herrarnas lättvikts-dubbelsculler     |
| Silver | Chris Bartley Peter Chambers Richard Chambers Rob Williams                                                                           | Rodd           | Herrarnas lättvikts-fyra utan styrman |
| Silver | Hannah Mills Saskia Clark | Segling        | Damernas 470                          |
| Silver | Nick Dempsey | Segling        | Herrarnas RS:X                        |
| Silver | Luke Patience Stuart Bithell | Segling        | Herrarnas 470                         |
| Silver | Iain Percy Andrew Simpson | Segling        | Herrarnas starbåt                     |
| Silver | Michael Jamieson | Simning        | Herrarnas 200 m bröstsim              |
| Silver | Andy Murray Laura Robson | Tennis         | Mixeddubbel                           |
| Brons  | Anthony Ogogo | Boxning        | Herrarnas mellanvikt                  |
| Brons  | Chris Froome | Cykling        | Herrarnas tempolopp                   |
| Brons  | Ed Clancy | Cykling        | Herrarnas omnium                      |
| Brons  | Robert Grabarz | Friidrott      | Herrarnas höjdhopp                    |
| Brons  | Elizabeth Tweddle | Gymnastik      | Damernas barr                         |
| Brons  | Max Whitlock | Gymnastik      | Herrarnas bygelhäst                   |
| Brons  | Sam Oldham Daniel Purvis Louis Smith Kristian Thomas Max Whitlock                                                                    | Gymnastik      | Herrarnas mångkamp, lag               |
| Brons  | Karina Bryant | Judo           | Damernas +78 kg                       |
| Brons  | Liam Heath Jon Schofield | Kanotsport     | Herrarnas K-2 200 m                   |
| Brons  | Storbritanniens damlandslag i landhockey                                                                                             | Landhockey     | Damernas turnering                    |
| Brons  | Laura Bechtolsheimer | Ridsport       | Dressyr, ind.                         |
| Brons  | Alan Campbell | Rodd           | Herrarnas singelsculler               |
| Brons  | George Nash William Satch | Rodd           | Herrarnas tvåa utan styrman           |
| Brons  | Richard Egington James Foad Matthew Langridge Constantine Louloudis Alex Partridge Tom Ransley Mohamed Sbihi Greg Searle Phelan Hill | Rodd           | Herrarnas åtta med styrman            |
| Brons  | Tom Daley | Simhopp        | Herrarnas höga hopp                   |
| Brons  | Rebecca Adlington | Simning        | Damernas 400 m frisim                 |
| Brons  | Rebecca Adlington | Simning        | Damernas 800 m frisim                 |
| Brons  | Lutalo Muhammad | Taekwondo      | Herrarnas 80 kg                       |
| Brons  | Jonathan Brownlee | Triathlon      | Herrarnas tävling                     |

## Badminton
I egenskap av värdnation tilldelades man två kvotplatser.
- Huvudartikel: Basket vid olympiska sommarspelen 2012

| Spelare                     | Gren        | Gruppnivå                                      | Gruppnivå                                 | Gruppnivå                             | Gruppnivå | Eliminering       | Kvartsfinal       | Semifinal         | Final / brons     | Final / brons    |
| Spelare                     | Gren        | Motståndare Poäng                              | Motståndare Poäng                         | Motståndare Poäng                     | Placering | Motståndare Poäng | Motståndare Poäng | Motståndare Poäng | Motståndare Poäng | Placering        |
| --------------------------- | ----------- | ---------------------------------------------- | ----------------------------------------- | ------------------------------------- | --------- | ----------------- | ----------------- | ----------------- | ----------------- | ---------------- |
| Rajiv Ouseph                | Herrsingel  | Hurskainen (SWE) W 22–20 17–21 21–15           | Cordón (GUA) L 21–12 17–21 19–21          | i.u.                                  | 2         | Gick inte vidare  | Gick inte vidare  | Gick inte vidare  | Gick inte vidare  | Gick inte vidare |
| Susan Egelstaff             | Damsingel   | Tvrdy (SLO) W 21–15 21–10                      | Sato (JPN) L 21–18 16–21 12–21            | i.u.                                  | 2         | Gick inte vidare  | Gick inte vidare  | Gick inte vidare  | Gick inte vidare  | Gick inte vidare |
| Chris Adcock Imogen Bankier | Mixeddubbel | Nikolaenko / Sorokina (RUS) L 21–14 9–21 18–21 | Fuchs / Michels (GER) L 21–11 14–21 17–21 | Zhang N / Zhao Yl (CHN) L 13–21 14–21 | 4         | i.u.              | Gick inte vidare  | Gick inte vidare  | Gick inte vidare  | Gick inte vidare |

## Basket
I egenskap av värdnation fick Storbritannien ställa upp med ett lag på både herr- och damsidan. Noterbart är att detta inte var säkert från början - fram till 2006 fanns nämligen inte Storbritanniens landslag i basket. Wales, Skottland, England och Nordirland tävlade då med egna landslag.
- Damernas turnering - 1 lag med 12 spelare
- Herrarnas turnering - 1 lag med 12 spelare

### Herrarnas turnering
| Pos. | Nr | Namn              | Ålder                  | Längd  | Klubb                  |
| ---- | -- | ----------------- | ---------------------- | ------ | ---------------------- |
| PF   | 4  | Keiron Achara     | 29 - 3 juli 1983       | 2.08 m | Assignia Manresa       |
| PG   | 5  | Andrew Lawrence   | 22 - 4 juni 1990       | 1.85 m | College of Charleston  |
| SG   | 6  | Mike Lenzly       | 31 - 1 maj 1981        | 1.89 m | ČEZ Nymburk            |
| F/C  | 7  | Pops Mensah-Bonsu | 28 - 7 september 1983  | 2.06 m | Beşiktaş Milangaz      |
| SF   | 8  | Andrew Sullivan   | 31 - 12 februari 1980  | 2.03 m | Leicester Riders       |
| SF   | 9  | Luol Deng         | 27 - 16 april 1985     | 2.06 m | Chicago Bulls          |
| C    | 10 | Robert Archibald  | 32 - 29 mars 1980      | 2.11 m | CAI Zaragoza           |
| PF   | 11 | Joel Freeland     | 25 - 7 februari 1987   | 2.08 m | Portland Trail Blazers |
| PG   | 12 | Nate Reinking     | 38 - 12 december 1973  | 1.88 m | Sheffield Sharks       |
| PF   | 13 | Daniel Clark      | 23 - 16 september 1988 | 2.10 m | CB Estudiantes         |
| SG   | 14 | Kyle Johnson      | 23 - 31 december 1988  | 1.95 m | APOEL B.C.             |
| C    | 15 | Eric Boateng      | 26 - 20 november 1985  | 2.08 m | Peristeri B.C.         |

| Lag            | S | V | O | F | GM  | IM  | MS   | P  |
| -------------- | - | - | - | - | --- | --- | ---- | -- |
| Ryssland       | 5 | 5 | 0 | 0 | 403 | 359 | +44  | 10 |
| Brasilien      | 5 | 4 | 0 | 1 | 402 | 349 | +53  | 9  |
| Spanien        | 5 | 3 | 0 | 2 | 414 | 394 | +20  | 8  |
| Australien     | 5 | 2 | 0 | 3 | 410 | 373 | +37  | 7  |
| Storbritannien | 5 | 1 | 0 | 4 | 370 | 405 | −35  | 6  |
| Kina           | 5 | 0 | 0 | 5 | 313 | 439 | −126 | 5  |

|  | 29 juli 2012 | Ryssland | 95 – 75 | Storbritannien | Basketball Arena, London |  |
|  |              |          |         |                |                          |  |
|  |              |          |         |                |                          |  |
|  |              |          |         |                |                          |  |

|  | 31 juli 2012 | Storbritannien | 62 – 67 | Brasilien | Basketball Arena, London |  |
|  |              |                |         |           |                          |  |
|  |              |                |         |           |                          |  |
|  |              |                |         |           |                          |  |

|  | 2 augusti 2012 | Spanien | 79 – 78 | Storbritannien | Basketball Arena, London |  |
|  |                |         |         |                |                          |  |
|  |                |         |         |                |                          |  |
|  |                |         |         |                |                          |  |

|  | 4 augusti 2012 | Storbritannien | 75 – 106 | Australien | Basketball Arena, London |  |
|  |                |                |          |            |                          |  |
|  |                |                |          |            |                          |  |
|  |                |                |          |            |                          |  |

|  | 6 augusti 2012 | Storbritannien | 90 – 58 | Kina | Basketball Arena, London |  |
|  |                |                |         |      |                          |  |
|  |                |                |         |      |                          |  |
|  |                |                |         |      |                          |  |

### Damernas turnering
| \| \| Pos. \| Namn \| Ålder \| \| Klubb \| \| \| ---- \| ----------------------- \| ------------------ \| \| ----------------------------- \| \| \| \| Natalie Stafford (GBR) \| .. år (19XX-XX-XX) \| \| Sydney Flames \| \| \| \| Rose Anderson (GBR) \| .. år (19XX-XX-XX) \| \| University Central Oklahoma \| \| \| \| Stef Collins (GBR) \| .. år (19XX-XX-XX) \| \| UWIC Archers \| \| \| \| Rachael Vanderwal (GBR) \| .. år (19XX-XX-XX) \| \| University of Limerick \| \| \| \| Chantelle Handy (GBR) \| .. år (19XX-XX-XX) \| \| Aris \| \| \| \| Jenaya Wade-Fray (GBR) \| .. år (19XX-XX-XX) \| \| \| \| \| \| Julie Page (GBR) \| .. år (19XX-XX-XX) \| \| ESB Villeneuve d'Ascq \| \| \| \| Kim Butler (GBR) \| .. år (19XX-XX-XX) \| \| Palacio De Congresos De Ibiza \| \| \| \| Dominique Allen (GBR) \| .. år (19XX-XX-XX) \| \| Oral Roberts University \| \| \| \| Jo Leedham (GBR) \| .. år (19XX-XX-XX) \| \| AZS Gorzow \| \| \| \| Azania Stewart (GBR) \| .. år (19XX-XX-XX) \| \| Florida \| \| \| \| Temi Fagbenle (GBR) \| .. år (19XX-XX-XX) \| \| Harvard University \| | Förbundskapten(-er): (?)                     |                         |                    |            |                               |
| \| \| Pos. \| Namn \| Ålder \| \| Klubb \| \| \| ---- \| ----------------------- \| ------------------ \| \| ----------------------------- \| \| \| \| Natalie Stafford (GBR) \| .. år (19XX-XX-XX) \| \| Sydney Flames \| \| \| \| Rose Anderson (GBR) \| .. år (19XX-XX-XX) \| \| University Central Oklahoma \| \| \| \| Stef Collins (GBR) \| .. år (19XX-XX-XX) \| \| UWIC Archers \| \| \| \| Rachael Vanderwal (GBR) \| .. år (19XX-XX-XX) \| \| University of Limerick \| \| \| \| Chantelle Handy (GBR) \| .. år (19XX-XX-XX) \| \| Aris \| \| \| \| Jenaya Wade-Fray (GBR) \| .. år (19XX-XX-XX) \| \| \| \| \| \| Julie Page (GBR) \| .. år (19XX-XX-XX) \| \| ESB Villeneuve d'Ascq \| \| \| \| Kim Butler (GBR) \| .. år (19XX-XX-XX) \| \| Palacio De Congresos De Ibiza \| \| \| \| Dominique Allen (GBR) \| .. år (19XX-XX-XX) \| \| Oral Roberts University \| \| \| \| Jo Leedham (GBR) \| .. år (19XX-XX-XX) \| \| AZS Gorzow \| \| \| \| Azania Stewart (GBR) \| .. år (19XX-XX-XX) \| \| Florida \| \| \| \| Temi Fagbenle (GBR) \| .. år (19XX-XX-XX) \| \| Harvard University \| | Positioner: G - Guard C - Center F - Forward |                         |                    |            |                               |
| \| \| Pos. \| Namn \| Ålder \| \| Klubb \| \| \| ---- \| ----------------------- \| ------------------ \| \| ----------------------------- \| \| \| \| Natalie Stafford (GBR) \| .. år (19XX-XX-XX) \| \| Sydney Flames \| \| \| \| Rose Anderson (GBR) \| .. år (19XX-XX-XX) \| \| University Central Oklahoma \| \| \| \| Stef Collins (GBR) \| .. år (19XX-XX-XX) \| \| UWIC Archers \| \| \| \| Rachael Vanderwal (GBR) \| .. år (19XX-XX-XX) \| \| University of Limerick \| \| \| \| Chantelle Handy (GBR) \| .. år (19XX-XX-XX) \| \| Aris \| \| \| \| Jenaya Wade-Fray (GBR) \| .. år (19XX-XX-XX) \| \| \| \| \| \| Julie Page (GBR) \| .. år (19XX-XX-XX) \| \| ESB Villeneuve d'Ascq \| \| \| \| Kim Butler (GBR) \| .. år (19XX-XX-XX) \| \| Palacio De Congresos De Ibiza \| \| \| \| Dominique Allen (GBR) \| .. år (19XX-XX-XX) \| \| Oral Roberts University \| \| \| \| Jo Leedham (GBR) \| .. år (19XX-XX-XX) \| \| AZS Gorzow \| \| \| \| Azania Stewart (GBR) \| .. år (19XX-XX-XX) \| \| Florida \| \| \| \| Temi Fagbenle (GBR) \| .. år (19XX-XX-XX) \| \| Harvard University \| | Spelarnas åldrar och klubb per 27 juli 2012. |                         |                    |            |                               |
| | Pos.                                         | Namn                    | Ålder              |            | Klubb                         |
| |                                              | Natalie Stafford (GBR)  | .. år (19XX-XX-XX) | Australien | Sydney Flames                 |
| |                                              | Rose Anderson (GBR)     | .. år (19XX-XX-XX) | USA        | University Central Oklahoma   |
| |                                              | Stef Collins (GBR)      | .. år (19XX-XX-XX) | Wales      | UWIC Archers                  |
| |                                              | Rachael Vanderwal (GBR) | .. år (19XX-XX-XX) | Irland     | University of Limerick        |
| |                                              | Chantelle Handy (GBR)   | .. år (19XX-XX-XX) | Grekland   | Aris                          |
| |                                              | Jenaya Wade-Fray (GBR)  | .. år (19XX-XX-XX) |            |                               |
| |                                              | Julie Page (GBR)        | .. år (19XX-XX-XX) | Frankrike  | ESB Villeneuve d'Ascq         |
| |                                              | Kim Butler (GBR)        | .. år (19XX-XX-XX) | Spanien    | Palacio De Congresos De Ibiza |
| |                                              | Dominique Allen (GBR)   | .. år (19XX-XX-XX) | USA        | Oral Roberts University       |
| |                                              | Jo Leedham (GBR)        | .. år (19XX-XX-XX) | Polen      | AZS Gorzow                    |
| |                                              | Azania Stewart (GBR)    | .. år (19XX-XX-XX) | USA        | Florida                       |
| |                                              | Temi Fagbenle (GBR)     | .. år (19XX-XX-XX) | USA        | Harvard University            |

| Lag            | S | V | O | F | GM  | IM  | MS  | P  |
| -------------- | - | - | - | - | --- | --- | --- | -- |
| Frankrike      | 5 | 5 | 0 | 0 | 356 | 319 | +37 | 10 |
| Australien     | 5 | 4 | 0 | 1 | 353 | 322 | +31 | 9  |
| Ryssland       | 5 | 3 | 0 | 2 | 314 | 308 | +6  | 8  |
| Kanada         | 5 | 2 | 0 | 3 | 328 | 332 | −4  | 7  |
| Brasilien      | 5 | 1 | 0 | 4 | 329 | 354 | −25 | 6  |
| Storbritannien | 5 | 0 | 0 | 5 | 327 | 372 | −45 | 5  |

|  | 28 juli 2012 | Australien | 74–58 | Storbritannien | Basketball Arena, London |  |
|  |              |            |       |                |                          |  |
|  |              |            |       |                |                          |  |
|  |              |            |       |                |                          |  |

|  | 30 juli 2012 | Storbritannien | 65–73 | Kanada | Basketball Arena, London |  |
|  |              |                |       |        |                          |  |
|  |              |                |       |        |                          |  |
|  |              |                |       |        |                          |  |

|  | 1 augusti 2012 | Storbritannien | 61–67 | Ryssland | Basketball Arena, London |  |
|  |                |                |       |          |                          |  |
|  |                |                |       |          |                          |  |
|  |                |                |       |          |                          |  |

|  | 3 augusti 2012 | Frankrike | 80–77 (e fl) | Storbritannien | Basketball Arena, London |  |
|  |                |           |              |                |                          |  |
|  |                |           |              |                |                          |  |
|  |                |           |              |                |                          |  |

|  | 5 augusti 2012 | Storbritannien | 66–78 | Brasilien | Basketball Arena, London |  |
|  |                |                |       |           |                          |  |
|  |                |                |       |           |                          |  |
|  |                |                |       |           |                          |  |

## Bordtennis
I egenskap av värdnation tilldelades Storbritannien platser i både damernas och herrarnas lagtävlingar.
Herrar
- Lag - 1 lag med 3 deltagare

Damer
- Lag - 1 lag med 3 deltagare

| Spelare                                       | Gren                 | Inledande omgång     | Runda 1              | Runda 2                 | Runda 3               | Runda 4              | Kvartsfinal          | Semifinal            | Final                | Final            |
| Spelare                                       | Gren                 | Motståndare Resultat | Motståndare Resultat | Motståndare Resultat    | Motståndare Resultat  | Motståndare Resultat | Motståndare Resultat | Motståndare Resultat | Motståndare Resultat | Placering        |
| --------------------------------------------- | -------------------- | -------------------- | -------------------- | ----------------------- | --------------------- | -------------------- | -------------------- | -------------------- | -------------------- | ---------------- |
| Paul Drinkhall                                | Herrsingel           | Bye                  | Al-Hasan (KUW) W 4–0 | Yang Z (SIN) W 4–1      | Ovtcharov (GER) L 0–4 | Gick inte vidare     | Gick inte vidare     | Gick inte vidare     | Gick inte vidare     | Gick inte vidare |
| Andrew Baggaley Paul Drinkhall Liam Pitchford | Herrarnas lagtävling | i.u.                 | i.u.                 | i.u.                    | i.u.                  | Portugal L 0–3       | Gick inte vidare     | Gick inte vidare     | Gick inte vidare     | Gick inte vidare |
| Joanna Parker                                 | Damsingel            | Bye                  | Kumahara (BRA) W 4–0 | Silbereisen (GER) L 1–4 | Gick inte vidare      | Gick inte vidare     | Gick inte vidare     | Gick inte vidare     | Gick inte vidare     | Gick inte vidare |
| Na Liu Joanna Parker Kelly Sibley             | Damernas lagtävling  | i.u.                 | i.u.                 | i.u.                    | i.u.                  | Nordkorea L 0–3      | Gick inte vidare     | Gick inte vidare     | Gick inte vidare     | Gick inte vidare |

## Boxning
Herrar
- Flugvikt
- Bantamvikt
- Lätt weltervikt
- Weltervikt
- Supertungvikt

Damer
- 1 kvotplats, valfri viktklass

Herrar
| Boxare         | Gren            | Sextondelsfinal        | Åttondelsfinal            | Kvartsfinal                | Semifinal                | Final                     | Final            |
| Boxare         | Gren            | Motståndare Resultat   | Motståndare Resultat      | Motståndare Resultat       | Motståndare Resultat     | Motståndare Resultat      | Placering        |
| -------------- | --------------- | ---------------------- | ------------------------- | -------------------------- | ------------------------ | ------------------------- | ---------------- |
| Andrew Selby   | Flugvikt        | Bye                    | Suleimenov (KAZ) W 19–15  | Ramírez (CUB) L 11–16      | Gick inte vidare         | Gick inte vidare          | Gick inte vidare |
| Luke Campbell  | Bantamvikt      | Bye                    | Parrinello (ITA) W 11–9   | Dalakliev (BUL) W 16–15    | Shimizu (JPN) W 20–11    | Nevin (IRL) W 14–11       | 1                |
| Josh Taylor    | Lättvikt        | Conceicao (BRA) W 13–9 | Valentino (ITA) L 10–15   | Gick inte vidare           | Gick inte vidare         | Gick inte vidare          | Gick inte vidare |
| Tom Stalker    | Lätt weltervikt | Bye                    | Manoj (IND) W 20–16       | Mönkh-Erdene (MGL) L 22–23 | Gick inte vidare         | Gick inte vidare          | Gick inte vidare |
| Fred Evans     | Weltervikt      | Abbadi (ALG) W 18–10   | Kavaliauskas (LTU) W 11–7 | Clayton (CAN) W 14–14      | Shelestyuk (UKR) W 11–10 | Sapiyev (KAZ) L 9–17      | 2                |
| Anthony Ogogo  | Mellanvikt      | Castillo (DOM) W 13–6  | Khytrov (UKR) W 18–18     | Härtel (GER) W 15–10       | Falcão (BRA) L 9–16      | Did not advance           | 3                |
| Anthony Joshua | Supertungvikt   | i.u.                   | Savon (CUB) W 17–16       | Zhang Zl (CHN) W 15–11     | Dychko (KAZ) W 13–11     | Cammarelle (ITA) W 18+–18 | 1                |

Damer
| Boxare            | Gren       | Åttondelsfinal          | Kvartsfinal           | Semifinal            | Final                | Final            |
| Boxare            | Gren       | Motståndare Resultat    | Motståndare Resultat  | Motståndare Resultat | Motståndare Resultat | Placering        |
| ----------------- | ---------- | ----------------------- | --------------------- | -------------------- | -------------------- | ---------------- |
| Nicola Adams      | Flugvikt   | Bye                     | Petrova (BUL) W 16–7  | Kom (IND) W 11–6     | Ren C (CHN) W 16–7   | 1                |
| Natasha Jonas     | Lättvikt   | Underwood (USA) W 21–13 | Taylor (IRL) L 15–26  | Gick inte vidare     | Gick inte vidare     | Gick inte vidare |
| Savannah Marshall | Mellanvikt | Bye                     | Volnova (KAZ) L 12–16 | Gick inte vidare     | Gick inte vidare     | Gick inte vidare |

## Brottning
De tre valfria kvotplatserna tilldelades i egenskap av värdnation, men det visade sig senare att landet inte uppfyllt alla krav och fick därmed endast behålla en av platserna.
Damer, fristil
| Brottare       | Gren   | Kvalomgång           | Åttondelsfinal       | Kvartsfinal          | Semifinal            | Återkval 1           | Återkval 2           | Final / brons        | Final / brons |
| Brottare       | Gren   | Motståndare Resultat | Motståndare Resultat | Motståndare Resultat | Motståndare Resultat | Motståndare Resultat | Motståndare Resultat | Motståndare Resultat | Placering     |
| -------------- | ------ | -------------------- | -------------------- | -------------------- | -------------------- | -------------------- | -------------------- | -------------------- | ------------- |
| Olga Butkevych | -55 kg | Bye                  | Antes (ECU) L 1–3    | Gick inte vidare     | Gick inte vidare     | Gick inte vidare     | Gick inte vidare     | Gick inte vidare     | 11            |

## Bågskytte
I egenskap av värdnation tilldelades Storbritannien sex kvotplatser i bågskytte.
Herrar
- Lag - 1 lag med 3 deltagare
- Individuellt - 3 deltagare

Damer
- Lag - 1 lag med 3 deltagare
- Individuellt - 3 deltagare

Damer
| Bågskytt                                   | Gren                  | Ranking-runda | Ranking-runda | 32-delsfinal          | Sextondelsfinal        | Åttondelsfinal     | Kvartsfinal       | Semifinal         | Final             | Final            |
| Bågskytt                                   | Gren                  | Poäng         | Seedning      | Motståndare Poäng     | Motståndare Poäng      | Motståndare Poäng  | Motståndare Poäng | Motståndare Poäng | Motståndare Poäng | Placering        |
| ------------------------------------------ | --------------------- | ------------- | ------------- | --------------------- | ---------------------- | ------------------ | ----------------- | ----------------- | ----------------- | ---------------- |
| Naomi Folkard                              | Damernas individuella | 637           | 42            | Timofeeva (RUS) W 6–4 | Avitia (MEX) L 2–6     | Gick inte vidare   | Gick inte vidare  | Gick inte vidare  | Gick inte vidare  | Gick inte vidare |
| Amy Oliver                                 | Damernas individuella | 608           | 57            | Kumari (IND) W 6–2    | Rochmawati (INA) L 1–7 | Gick inte vidare   | Gick inte vidare  | Gick inte vidare  | Gick inte vidare  | Gick inte vidare |
| Alison Williamson                          | Damernas individuella | 629           | 47            | Bishindee (MGL) L 3–7 | Gick inte vidare       | Gick inte vidare   | Gick inte vidare  | Gick inte vidare  | Gick inte vidare  | Gick inte vidare |
| Naomi Folkard Amy Oliver Alison Williamson | Damernas lagtävling   | 1874          | 11            | i.u.                  | i.u.                   | Ryssland L 208–215 | Gick inte vidare  | Gick inte vidare  | Gick inte vidare  | Gick inte vidare |

Herrar
| Bågskytt                                | Gren                   | Ranking-runda | Ranking-runda | 32-delsfinal       | Sextondelsfinal     | Åttondelsfinal      | Kvartsfinal       | Semifinal         | Final             | Final            |
| Bågskytt                                | Gren                   | Poäng         | Seedning      | Motståndare Poäng  | Motståndare Poäng   | Motståndare Poäng   | Motståndare Poäng | Motståndare Poäng | Motståndare Poäng | Placering        |
| --------------------------------------- | ---------------------- | ------------- | ------------- | ------------------ | ------------------- | ------------------- | ----------------- | ----------------- | ----------------- | ---------------- |
| Laurence Godfrey                        | Herrarnas individuella | 680           | 4             | Milon (BAN) W 6–0  | Serrano (MEX) W 7–1 | Mohamad (MAS) L 5–6 | Gick inte vidare  | Gick inte vidare  | Gick inte vidare  | Gick inte vidare |
| Simon Terry                             | Herrarnas individuella | 654           | 50            | Ishizu (JPN) W 7–1 | Olaru (MDA) L 1–7   | Gick inte vidare    | Gick inte vidare  | Gick inte vidare  | Gick inte vidare  | Gick inte vidare |
| Alan Wills                              | Herrarnas individuella | 660           | 42            | Worth (AUS) L 5–6  | Gick inte vidare    | Gick inte vidare    | Gick inte vidare  | Gick inte vidare  | Gick inte vidare  | Gick inte vidare |
| Laurence Godfrey Simon Terry Alan Wills | Herrarnas lagtävling   | 1994          | 8             | i.u.               | i.u.                | Ukraina L 212–223   | Gick inte vidare  | Gick inte vidare  | Gick inte vidare  | Gick inte vidare |

## Cykelsport
Kvotplatserna i BMX tilldelades i egenskap av arrangör.
Herrarnas landsvägscykling
- Linjelopp - 5 kvotplatser
- Tempolopp - 2 kvotplatser

Damernas landsvägscykling
- Tempolopp - 1 kvotplats

Herrarnas BMX
- 1 kvotplats

Damernas BMX
- 1 kvotplats

### Road

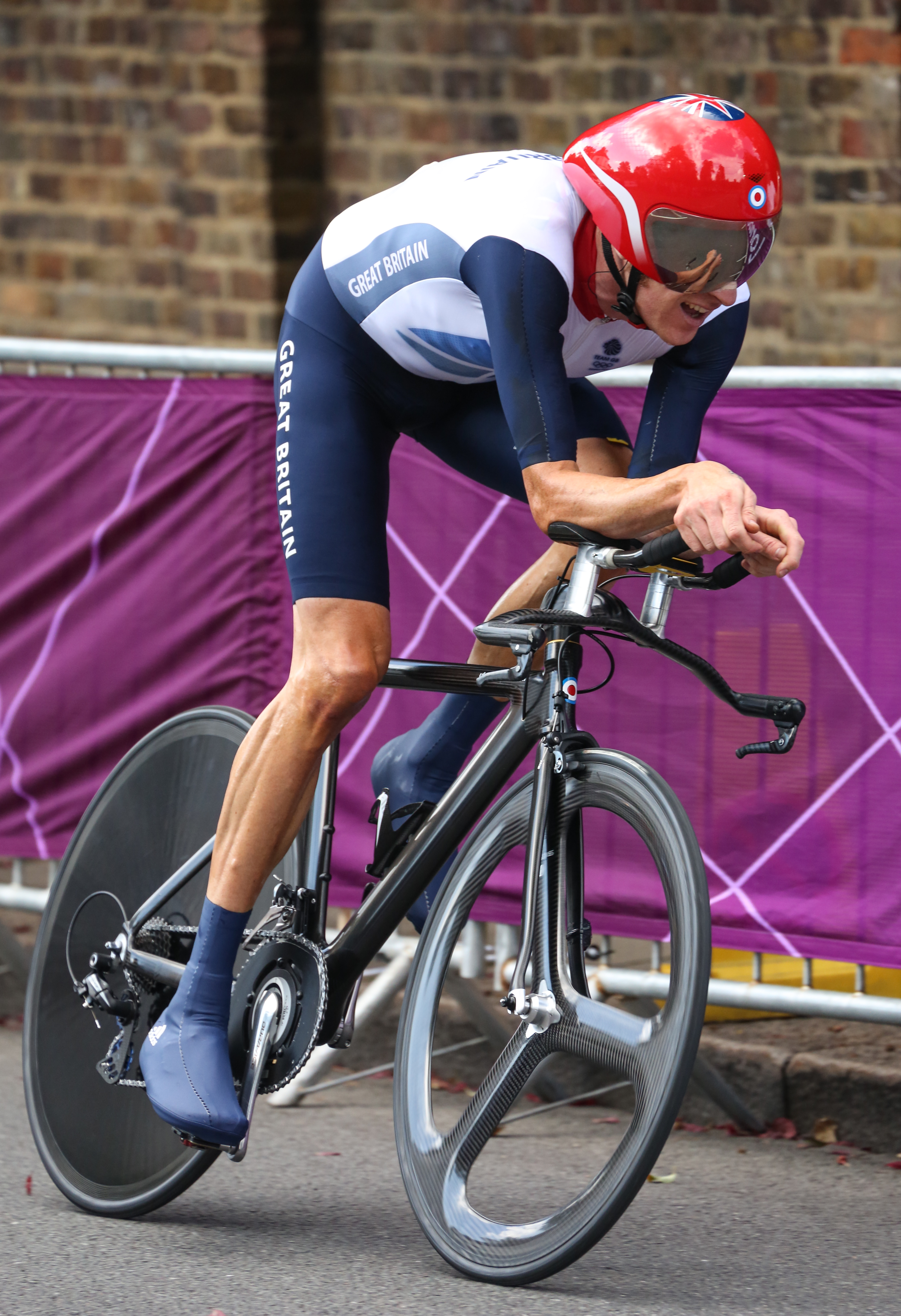
Bradley Wiggins i herrarnas tempolopp, där han vann sin sjunde olympiska medalj.

Herrar
| Cyklist         | Gren                | Tid      | Placering |
| --------------- | ------------------- | -------- | --------- |
| Mark Cavendish  | Herrarnas linjelopp | 5:46:37  | 29        |
| Chris Froome    | Herrarnas linjelopp | 5:58:24  | 109       |
| Chris Froome    | Herrarnas tempolopp | 51:41.87 | 3         |
| David Millar    | Herrarnas linjelopp | 5:55:16  | 105       |
| Ian Stannard    | Herrarnas linjelopp | 5:46:47  | 92        |
| Bradley Wiggins | Herrarnas linjelopp | 5:47:14  | 100       |
| Bradley Wiggins | Herrarnas tempolopp | 50:39.54 | 1         |

Damer
| Cyklist           | Gren               | Tid      | Placering |
| ----------------- | ------------------ | -------- | --------- |
| Lizzie Armitstead | Damernas linjelopp | 3:35:29  | 2         |
| Lizzie Armitstead | Damernas tempolopp | 39:26.24 | 10        |
| Nicole Cooke      | Damernas linjelopp | 3:36:01  | 31        |
| Lucy Martin       | Damernas linjelopp | OTL      | OTL       |
| Emma Pooley       | Damernas linjelopp | 3:37:26  | 40        |
| Emma Pooley       | Damernas tempolopp | 38:37.70 | 6         |

### Bana
Sprint
| Cyklist                             | Gren                | Kvalomgång           | Kvalomgång | Omgång 1                         | Omgång 2                          | Kvartsfinaler                     | Semifinaler                      | Final                            | Final     |
| Cyklist                             | Gren                | Tid Hastighet (km/h) | Placering  | Motståndare Tid Hastighet (km/h) | Motståndare Tid Hastighet (km/h)  | Motståndare Tid Hastighet (km/h)  | Motståndare Tid Hastighet (km/h) | Motståndare Tid Hastighet (km/h) | Placering |
| ----------------------------------- | ------------------- | -------------------- | ---------- | -------------------------------- | --------------------------------- | --------------------------------- | -------------------------------- | -------------------------------- | --------- |
| Jason Kenny                         | Herrarnas sprint    | 9.713 74.127         | 1 Q        | Bye                              | Esterhuizen (RSA) W 10.363 69.477 | Awang (MAS) W 10.433, W 10.030    | Phillip (TRI) W 10.159, W 10.166 | Baugé (FRA) W 10.232, W 10.308   | 1         |
| Philip Hindes Chris Hoy Jason Kenny | Herrarnas lagsprint | 43.065 62.695        | 1 Q        | i.u.                             | i.u.                              | Japan W 42.747 VR 63.162          | i.u.                             | Frankrike W 42.600 VR 63.380     | 1         |
| Victoria Pendleton                  | Damernas sprint     | 10.724 67.139        | 1 Q        | Gnidenko (RUS) W 11.775 61.146   | Kanis (NED) W 11.840 60.810       | Panarina (BLR) W 11.226, W 11.339 | Vogel (GER) W 11.481, W 11.538   | Meares (AUS) L, L                | 2         |
| Victoria Pendleton Jessica Varnish  | Damernas lagsprint  | 32.526 55.340        | 2 Q        | i.u.                             | i.u.                              | Ukraina L                         | i.u.                             | Gick inte vidare                 | 8         |

Keirin
| Cyklist            | Gren             | 1:a omgången | Återkval  | 2:a omgången | Final     |
| Cyklist            | Gren             | Placering    | Placering | Placering    | Placering |
| ------------------ | ---------------- | ------------ | --------- | ------------ | --------- |
| Chris Hoy          | Herrarnas keirin | 1 Q          | BYE       | 1 Q          | 1         |
| Victoria Pendleton | Damernas keirin  | 1 Q          | BYE       | 1 Q          | 1         |

Förföljelse
| Cyklister                                            | Gren                     | Kvalomgång | Kvalomgång | Semifinaler          | Semifinaler | Final                 | Final     |
| Cyklister                                            | Gren                     | Tid        | Placering  | Motståndare Resultat | Placering   | Motståndare Resultat  | Placering |
| ---------------------------------------------------- | ------------------------ | ---------- | ---------- | -------------------- | ----------- | --------------------- | --------- |
| Steven Burke Ed Clancy Peter Kennaugh Geraint Thomas | Herrarnas lagförföljelse | 3:52.499   | 1 Q        | Danmark W 3:52.743   | 1 Q         | Australien W 3:51.659 | 1         |
| Danielle King Joanna Rowsell Laura Trott             | Damernas lagförföljelse  | 3:15.669   | 1 Q        | Kanada W 3:14.682    | 1 Q         | USA W 3:14.051        | 1         |

Omnium
| Cyklist     | Gren             | Flygande varv | Flygande varv | Poänglopp | Poänglopp | Elimineringslopp | Individuell förföljelse | Individuell förföljelse | Scratch   | Tidkval  | Tidkval   | Totalpoäng | Placering |
| Cyklist     | Gren             | Tid           | Placering     | Poäng     | Placering | Placering        | Tid                     | Placering               | Placering | Tid      | Placering | Totalpoäng | Placering |
| ----------- | ---------------- | ------------- | ------------- | --------- | --------- | ---------------- | ----------------------- | ----------------------- | --------- | -------- | --------- | ---------- | --------- |
| Ed Clancy   | Herrarnas Omnium | 12.556        | 1             | 18        | 11        | 5                | 4:20.853                | 2                       | 10        | 1:00.981 | 1         | 30         | 3         |
| Laura Trott | Damernas Omnium  | 14.057        | 1             | 14        | 10        | 1                | 3:30.547                | 2                       | 3         | 35.110   | 1         | 18         | 1         |

### Mountainbike
| Cyklist      | Gren                  | Tid            | Placering      |
| ------------ | --------------------- | -------------- | -------------- |
| Liam Killeen | Herrarnas terränglopp | Did not finish | Did not finish |
| Annie Last   | Damernas terränglopp  | 1:33:47        | 8              |

### BMX
| Cyklist       | Gren          | Seedning | Seedning  | Kvartsfinal | Kvartsfinal | Semifinal | Semifinal | Final    | Final     |
| Cyklist       | Gren          | Resultat | Placering | Poäng       | Placering   | Poäng     | Placering | Resultat | Placering |
| ------------- | ------------- | -------- | --------- | ----------- | ----------- | --------- | --------- | -------- | --------- |
| Liam Phillips | Herrarnas BMX | 38.719   | 12        | 6           | 2 Q         | 9         | 3 Q       | 2:11.918 | 8         |
| Shanaze Reade | Damernas BMX  | 39.368   | 5         | i.u.        | i.u.        | 5         | 2 Q       | 39.247   | 6         |

## Fotboll
Storbritannien tilldelades kvotplatser till båda de olympiska turneringarna.
- Damernas turnering - 1 lag med 18 spelare
- Herrarnas turnering - 1 lag med 18 spelare

### Damernas turnering
Coach: Hope Powell
| Nr | Pos. | Namn               | Födelsedatum (ålder)     | Matcher | Mål |         | Klubb              |
| -- | ---- | ------------------ | ------------------------ | ------- | --- | ------- | ------------------ |
| 1  | MV   | Karen Bardsley     | 14 oktober 1984 (27 år)  | 1       | 0   | Sverige | Linköping          |
| 2  | F    | Alex Scott         | 14 oktober 1984 (27 år)  | 1       | 0   | England | Arsenal FC         |
| 3  | F    | Stephanie Houghton | 23 april 1988 (24 år)    | 1       | 0   | England | Arsenal FC         |
| 4  | MF   | Jill Scott         | 2 februari 1987 (25 år)  | 1       | 0   | England | Everton LFC        |
| 5  | F    | Sophie Bradley     | 20 oktober 1989 (22 år)  | 1       | 0   | England | Lincoln Ladies     |
| 6  | F    | Casey Stoney (c)   | 13 maj 1982 (30 år)      | 1       | 0   | England | Lincoln Ladies     |
| 7  | A    | Karen Carney       | 1 augusti 1987 (24 år)   | 1       | 0   | England | Birmingham City FC |
| 8  | MF   | Fara Williams      | 25 januari 1984 (28 år)  | 1       | 0   | England | Everton LFC        |
| 9  | A    | Ellen White        | 9 maj 1989 (23 år)       | 1       | 0   | England | Arsenal FC         |
| 10 | A    | Kelly Smith        | 29 oktober 1978 (33 år)  | 1       | 0   | England | Arsenal FC         |
| 11 | MF   | Rachel Yankey      | 1 november 1979 (32 år)  | 1       | 0   | England | Arsenal FC         |
| 12 | A    | Kim Little         | 29 juni 1990 (22 år)     | 1       | 0   | England | Arsenal FC         |
| 13 | F    | Ifeoma Dieke       | 25 februari 1981 (31 år) | 1       | 0   | Sverige | Vittsjö            |
| 14 | MF   | Anita Asante       | 27 april 1985 (27 år)    | 1       | 0   | Sverige | Göteborg           |
| 15 | A    | Eniola Aluko       | 21 februari 1987 (25 år) | 1       | 0   | England | Birmingham City FC |
| 16 | F    | Claire Rafferty    | 11 januari 1989 (23 år)  | 1       | 0   | England | Chelsea FC         |
| 17 | A    | Rachel Williams    | 10 januari 1988 (24 år)  | 0       | 0   | England | Birmingham City FC |
| 18 | MV   | Rachel Brown       | 2 juli 1980 (32 år)      | 1       | 0   | England | Everton LFC        |

Gruppspel
| Nr | Lag            | S | V | O | F | GM | IM | MS  | P |
| -- | -------------- | - | - | - | - | -- | -- | --- | - |
| 1  | Storbritannien | 3 | 3 | 0 | 0 | 5  | 0  | +5  | 9 |
| 2  | Brasilien      | 3 | 2 | 0 | 1 | 6  | 1  | +5  | 6 |
| 3  | Nya Zeeland    | 3 | 1 | 0 | 2 | 3  | 3  | 0   | 3 |
| 4  | Kamerun        | 3 | 0 | 0 | 3 | 1  | 11 | −10 | 0 |

Utslagsspel
| 22 | 3 augusti, 19:30 | Storbritannien | 0 – 2 | Kanada | City of Coventry Stadium, Coventry |  |
|    |                  |                |       |        |                                    |  |
|    |                  |                |       |        |                                    |  |
|    |                  |                |       |        |                                    |  |

### Herrarnas turnering
Tränare: Stuart Pearce
| Nr | Pos. | Namn             | Födelsedatum (ålder)     | Matcher | Mål |         | Klubb                   |
| -- | ---- | ---------------- | ------------------------ | ------- | --- | ------- | ----------------------- |
| 1  | MV   | Jack Butland     | 10 mars 1993 (19 år)     | 1       | 0   | England | Birmingham City         |
| 2  | F    | Neil Taylor      | 7 februari 1989 (23 år)  | 1       | 0   | Wales   | Swansea City AFC        |
| 3  | F    | Ryan Bertrand    | 5 augusti 1989 (22 år)   | 1       | 0   | England | Chelsea FC              |
| 4  | F    | Danny Rose       | 2 juli 1990 (22 år)      | 1       | 0   | England | Tottenham Hotspur       |
| 5  | F    | Steven Caulker   | 29 december 1991 (20 år) | 1       | 0   | England | Tottenham Hotspur FC    |
| 6  | F    | Craig Dawson     | 6 maj 1990 (22 år)       | 1       | 0   | England | West Bromwich Albion FC |
| 7  | MF   | Tom Cleverley    | 12 augusti 1989 (22 år)  | 1       | 0   | England | Manchester United FC    |
| 8  | MF   | Joe Allen        | 14 mars 1990 (22 år)     | 1       | 0   | Wales   | Swansea City AFC        |
| 9  | A    | Daniel Sturridge | 1 september 1989 (22 år) | 1       | 0   | England | Chelsea FC              |
| 10 | A    | Craig Bellamy*   | 13 juli 1979 (33 år)     | 1       | 0   | England | Liverpool FC            |
| 11 | MF   | Ryan Giggs*      | 29 november 1973 (38 år) | 1       | 0   | England | Manchester United FC    |
| 12 | F    | James Tomkins    | 29 mars 1989 (23 år)     | 1       | 0   | England | West Ham United FC      |
| 13 | MF   | Jack Cork        | 25 juni 1989 (23 år)     | 1       | 0   | England | Southampton FC          |
| 14 | F    | Micah Richards*  | 24 juni 1988 (24 år)     | 1       | 0   | England | Manchester City FC      |
| 15 | MF   | Aaron Ramsey     | 26 december 1990 (21 år) | 1       | 0   | England | Arsenal FC              |
| 16 | MF   | Scott Sinclair   | 25 mars 1989 (23 år)     | 1       | 0   | Wales   | Swansea City AFC        |
| 17 | A    | Marvin Sordell   | 17 februari 1991 (21 år) | 1       | 0   | England | Bolton Wanderers FC     |
| 18 | MV   | Jason Steele     | 18 augusti 1990 (21 år)  | 1       | 0   | England | Middlesbrough FC        |

Gruppspel
| Nr | Lag                   | S | V | O | F | GM | IM | MS | P |
| -- | --------------------- | - | - | - | - | -- | -- | -- | - |
| 1  | Storbritannien        | 3 | 2 | 1 | 0 | 5  | 2  | +3 | 7 |
| 2  | Senegal               | 3 | 1 | 2 | 0 | 4  | 2  | +2 | 5 |
| 3  | Uruguay               | 3 | 1 | 0 | 2 | 2  | 4  | −2 | 3 |
| 4  | Förenade arabemiraten | 3 | 0 | 1 | 2 | 3  | 6  | −3 | 1 |

Utslagsspel
| 28 | 4 augusti, 19:30 | Storbritannien U23 | 1 – 1 (4–5) (e.fl.) | Sydkorea U23 | Millennium Stadium, Cardiff |  |
|    |                  |                    |                     |              |                             |  |
|    |                  |                    |                     |              |                             |  |
|    |                  |                    |                     |              |                             |  |

## Friidrott

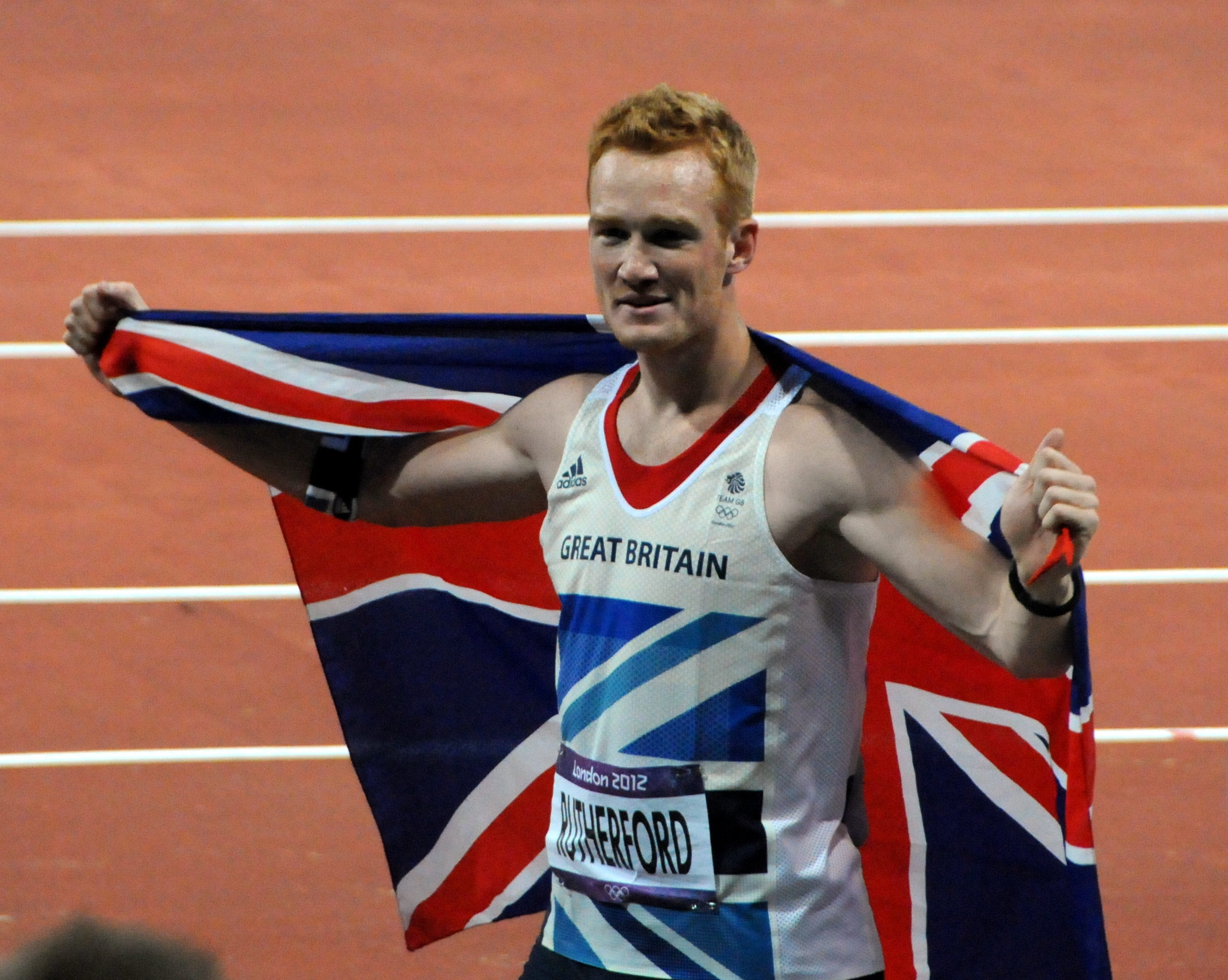
Greg Rutherford, guldmedaljör i herrarnas längdhopp.

Tre (eller fler) idrottare uppnådde A-standarden
- Herrarnas 100 meter
- Herrarnas 200 meter
- Herrarnas 400 meter häck
- Herrarnas diskus
- Damernas 100 meter
- Damernas 400 meter
- Damernas 800 meter
- Damernas maraton

Två idrottare uppnådde A-standarden
- Herrarnas 800 meter
- Herrarnas 10000 meter
- Herrarnas maraton
- Herrarnas 110 meter häck
- Herrarnas längdhopp
- Damernas 200 meter
- Damernas 1500 meter
- Damernas 100 meter häck
- Damernas 3000 meter hinder
- Damernas stavhopp
- Damernas sjukamp

En idrottare uppnådde A-standarden
- Herrarnas 400 meter
- Herrarnas 5000 meter
- Herrarnas tresteg
- Herrarnas spjutkastning
- Damernas 5000 meter
- Damernas 400 meter häck
- Damernas längdhopp
- Damernas tresteg
- Damernas spjutkastning
- Damernas 20 km gång

En (eller fler) idrottare uppnådde B-standarden
- Herrarnas 1500 meter
- Herrarnas 3000 meter hinder
- Herrarnas höjdhopp
- Herrarnas stavhopp
- Herrarnas slägga
- Damernas diskus
- Damernas slägga

Förkortningar
- Notera – Placeringar gäller endast den tävlandes eget heat
- Q = Kvalificerade sig till nästa omgång via placering
- q = Kvalificerade sig på tid eller, i fältgrenarna, på placering utan att ha nått kvalgränsen
- NR = Nationellt rekord
- N/A = Omgången inte möjlig i grenen
- Bye = Idrottaren behövde inte delta i omgången

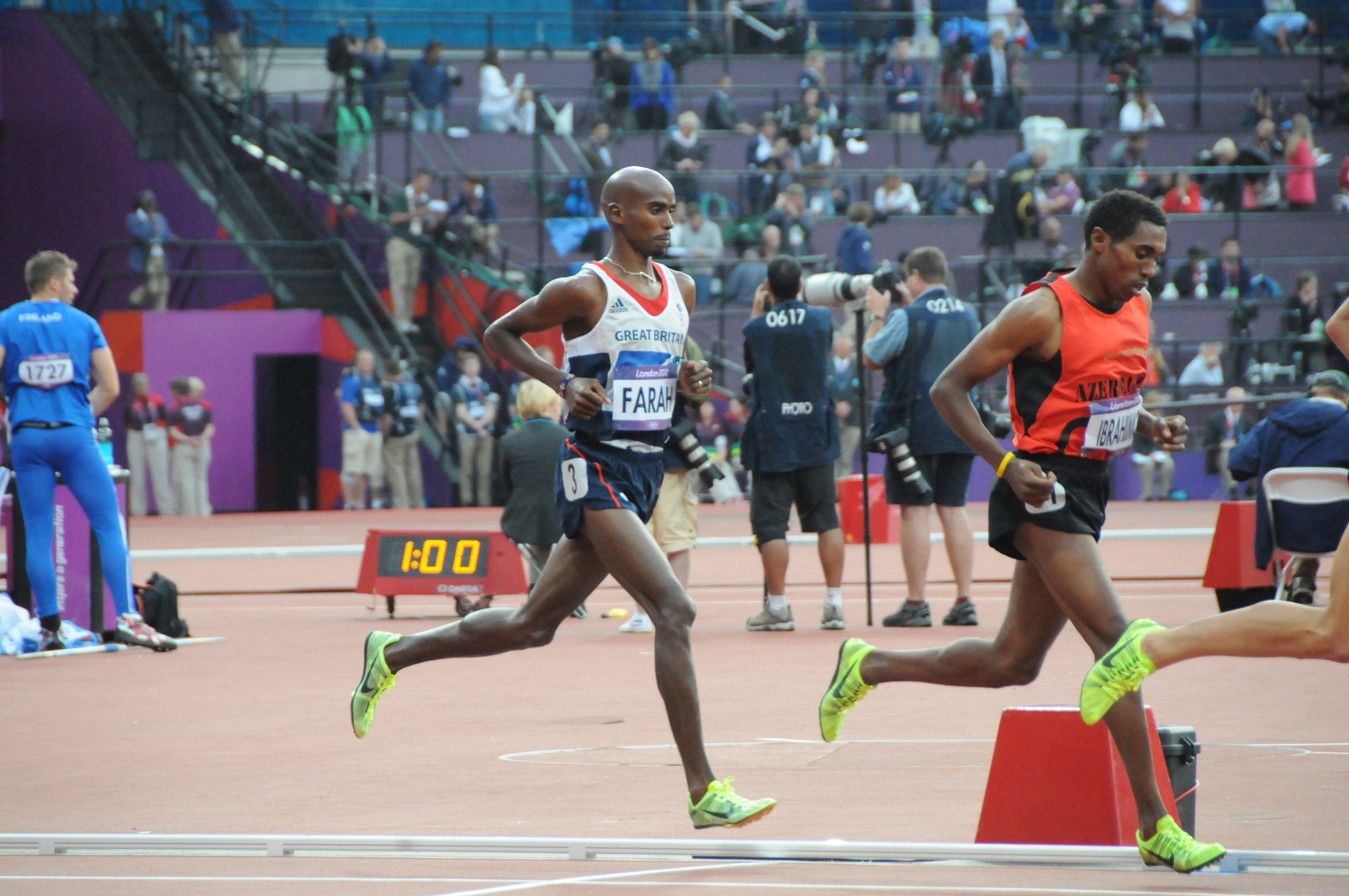
Dubble guldmedaljören Mo Farah i herrarnas 5 000 meters-lopp.

Herrar
Bana och väg
| Idrottare                                                         | Gren           | Heat     | Heat      | Kvartsfinal | Kvartsfinal | Semifinal        | Semifinal        | Final            | Final            |
| Idrottare                                                         | Gren           | Resultat | Placering | Resultat    | Placering   | Resultat         | Placering        | Resultat         | Placering        |
| ----------------------------------------------------------------- | -------------- | -------- | --------- | ----------- | ----------- | ---------------- | ---------------- | ---------------- | ---------------- |
| Dwain Chambers                                                    | 100 m          | Bye      | Bye       | 10.02       | 1 Q         | 10.05            | 4                | Gick inte vidare | Gick inte vidare |
| James Dasaolu                                                     | 100 m          | Bye      | Bye       | 10.13       | 3 Q         | 10.18            | 7                | Gick inte vidare | Gick inte vidare |
| Adam Gemili                                                       | 100 m          | Bye      | Bye       | 10.11       | 2 Q         | 10.06            | 3                | Gick inte vidare | Gick inte vidare |
| James Ellington                                                   | 200 m          | 21.23    | 6         | i.u.        | i.u.        | Gick inte vidare | Gick inte vidare | Gick inte vidare | Gick inte vidare |
| Christian Malcolm                                                 | 200 m          | 20.59    | 2 Q       | i.u.        | i.u.        | 20.51            | 3                | Gick inte vidare | Gick inte vidare |
| Nigel Levine                                                      | 400 m          | 45.58    | 3 Q       | i.u.        | i.u.        | 45.64            | 6                | Gick inte vidare | Gick inte vidare |
| Martyn Rooney                                                     | 400 m          | 45.36    | 2 Q       | i.u.        | i.u.        | 45.31            | 5                | Gick inte vidare | Gick inte vidare |
| Conrad Williams                                                   | 400 m          | 46.12    | 3 Q       | i.u.        | i.u.        | 45.53            | 8                | Gick inte vidare | Gick inte vidare |
| Andrew Osagie                                                     | 800 m          | 1:46.42  | 3 Q       | i.u.        | i.u.        | 1:44.74          | 2 Q              | 1:43.77          | 8                |
| Michael Rimmer                                                    | 800 m          | 1:49.05  | 5         | i.u.        | i.u.        | Gick inte vidare | Gick inte vidare | Gick inte vidare | Gick inte vidare |
| Gareth Warburton                                                  | 800 m          | 1:46.97  | 5         | i.u.        | i.u.        | Gick inte vidare | Gick inte vidare | Gick inte vidare | Gick inte vidare |
| Andy Baddeley                                                     | 1 500 m        | 3:40.34  | 6 Q       | i.u.        | i.u.        | 3:36.03          | 8                | Gick inte vidare | Gick inte vidare |
| Ross Murray                                                       | 1 500 m        | 3:36.74  | 4 Q       | i.u.        | i.u.        | 3:44.92          | 10               | Gick inte vidare | Gick inte vidare |
| Mo Farah                                                          | 5 000 m        | 13:26.00 | 3 Q       | i.u.        | i.u.        | i.u.             | i.u.             | 13:41.66         | 1                |
| Nick McCormick                                                    | 5 000 m        | 13:25.70 | 12        | i.u.        | i.u.        | i.u.             | i.u.             | Gick inte vidare | Gick inte vidare |
| Mo Farah                                                          | 10 000 m       | i.u.     | i.u.      | i.u.        | i.u.        | i.u.             | i.u.             | 27:30.42         | 1                |
| Chris Thompson                                                    | 10 000 m       | i.u.     | i.u.      | i.u.        | i.u.        | i.u.             | i.u.             | 29:06.14         | 25               |
| Lawrence Clarke                                                   | 110 m häck     | 13.42    | 2 Q       | i.u.        | i.u.        | 13.31            | 3 q              | 13.39            | 4                |
| Andrew Pozzi                                                      | 110 m häck     | DNF      | DNF       | i.u.        | i.u.        | Gick inte vidare | Gick inte vidare | Gick inte vidare | Gick inte vidare |
| Andy Turner                                                       | 110 m häck     | 13.42    | 1 Q       | i.u.        | i.u.        | 13.42            | 4                | Gick inte vidare | Gick inte vidare |
| Jack Green                                                        | 400 m häck     | 49.49    | 2 Q       | i.u.        | i.u.        | DNF              | DNF              | Gick inte vidare | Gick inte vidare |
| Dai Greene                                                        | 400 m häck     | 48.98    | 1 Q       | i.u.        | i.u.        | 48.19            | 4 q              | 48.24            | 4                |
| Rhys Williams                                                     | 400 m häck     | 49.17    | 5 q       | i.u.        | i.u.        | 49.63            | 4                | Gick inte vidare | Gick inte vidare |
| Stuart Stokes                                                     | 3 000 m hinder | 8:43.04  | 12        | i.u.        | i.u.        | i.u.             | i.u.             | Gick inte vidare | Gick inte vidare |
| Christian Malcolm Dwain Chambers Danny Talbot Adam Gemili         | 4 x 100 m      | DSQ      | DSQ       | i.u.        | i.u.        | i.u.             | i.u.             | Gick inte vidare | Gick inte vidare |
| Conrad Williams Jack Green Dai Greene Martyn Rooney Nigel Levine* | 4 x 400 m      | 3:00.38  | 2 Q       | i.u.        | i.u.        | i.u.             | i.u.             | 2:59:53          | 4                |
| Lee Merrien                                                       | Maraton        | i.u.     | i.u.      | i.u.        | i.u.        | i.u.             | i.u.             | 2:17:00          | 30               |
| Scott Overall                                                     | Maraton        | i.u.     | i.u.      | i.u.        | i.u.        | i.u.             | i.u.             | 2:22:37          | 61               |
| Dominic King                                                      | 50 km gång     | i.u.     | i.u.      | i.u.        | i.u.        | i.u.             | i.u.             | 4:15.05          | 51               |

* Tävlade endast i heaten.
Fältgrenar
| Idrottare       | Gren           | Kval  | Kval      | Final            | Final            |
| Idrottare       | Gren           | Längd | Placering | Längd            | Placering        |
| --------------- | -------------- | ----- | --------- | ---------------- | ---------------- |
| Greg Rutherford | Längdhopp      | 8.08  | 4 q       | 8.31             | 1                |
| Chris Tomlinson | Längdhopp      | 8.06  | 5 q       | 8.07             | 6                |
| Philips Idowu   | Tresteg        | 16.53 | 14        | Gick inte vidare | Gick inte vidare |
| Robbie Grabarz  | Höjdhopp       | 2.29  | 1 q       | 2.29             | 3                |
| Steven Lewis    | Stavhopp       | 5.50  | =9 q      | 5.75             | =5               |
| Carl Myerscough | Kulstötning    | 18.95 | 29        | Gick inte vidare | Gick inte vidare |
| Abdul Buhari    | Diskuskastning | 60.08 | 29        | Gick inte vidare | Gick inte vidare |
| Brett Morse     | Diskuskastning | 58.18 | 35        | Gick inte vidare | Gick inte vidare |
| Lawrence Okoye  | Diskuskastning | 65.28 | 4 Q       | 61.03            | 12               |
| Mervyn Luckwell | Spjutkastning  | 74.09 | 35        | Gick inte vidare | Gick inte vidare |
| Alex Smith      | Släggkastning  | 74.71 | 11 q      | 72.87            | 12               |

Kombinerade grenar – tiokamp
| Idrottare   | Gren     | 100 m | LJ   | SP  | HJ | 400 m | 110H | DT | PV | JT | 1500 m | Final | Placering |
| ----------- | -------- | ----- | ---- | --- | -- | ----- | ---- | -- | -- | -- | ------ | ----- | --------- |
| Daniel Awde | Resultat | 10.71 | 6.83 | DNS | –  | –     | –    | –  | –  | –  | –      | DNF   | DNF       |
| Daniel Awde | Poäng    | 926   | 774  | 0   | –  | –     | –    | –  | –  | –  | –      | DNF   | DNF       |

Damer
Bana och väg
| Idrottare                                                                     | Event          | Heat     | Heat      | Kvartsfinal | Kvartsfinal | Semifinal        | Semifinal        | Final            | Final            |
| Idrottare                                                                     | Event          | Resultat | Placering | Resultat    | Placering   | Resultat         | Placering        | Resultat         | Placering        |
| ----------------------------------------------------------------------------- | -------------- | -------- | --------- | ----------- | ----------- | ---------------- | ---------------- | ---------------- | ---------------- |
| Anyika Onuora                                                                 | 100 m          | Bye      | Bye       | 11.41       | 5           | Gick inte vidare | Gick inte vidare | Gick inte vidare | Gick inte vidare |
| Abi Oyepitan                                                                  | 100 m          | Bye      | Bye       | 11.22       | 5 q         | 11.36            | 8                | Gick inte vidare | Gick inte vidare |
| Margaret Adeoye                                                               | 200 m          | 22.94    | 3 Q       | i.u.        | i.u.        | 23.28            | 7                | Gick inte vidare | Gick inte vidare |
| Anyika Onuora                                                                 | 200 m          | 23.23    | 4         | i.u.        | i.u.        | Gick inte vidare | Gick inte vidare | Gick inte vidare | Gick inte vidare |
| Abi Oyepitan                                                                  | 200 m          | 22.92    | 2 Q       | i.u.        | i.u.        | 23.14            | 6                | Gick inte vidare | Gick inte vidare |
| Shana Cox                                                                     | 400 m          | 52.01    | 3 Q       | i.u.        | i.u.        | 52.58            | 7                | Gick inte vidare | Gick inte vidare |
| Lee McConnell                                                                 | 400 m          | 52.23    | 3 Q       | i.u.        | i.u.        | 52.24            | 7                | Gick inte vidare | Gick inte vidare |
| Christine Ohuruogu                                                            | 400 m          | 50.80    | 2 Q       | i.u.        | i.u.        | 50.22            | 2 Q              | 49.70            | 2                |
| Lynsey Sharp                                                                  | 800 m          | 2:01.41  | 2 Q       | i.u.        | i.u.        | 2:01.78          | 7                | Gick inte vidare | Gick inte vidare |
| Lisa Dobriskey                                                                | 1 500 m        | 4:13.32  | 1 Q       | i.u.        | i.u.        | 4:05.35          | 4 Q              | 4:15.02          | 10               |
| Hannah England                                                                | 1 500 m        | 4:05.73  | 5 Q       | i.u.        | i.u.        | 4:06.35          | 9                | Gick inte vidare | Gick inte vidare |
| Laura Weightman                                                               | 1 500 m        | 4:07.29  | 6 Q       | i.u.        | i.u.        | 4:02.99          | 7 q              | 4:16.60          | 11               |
| Julia Bleasdale                                                               | 5 000 m        | 15:02.00 | 4 Q       | i.u.        | i.u.        | i.u.             | i.u.             | 15:14.55         | 8                |
| Barbara Parker                                                                | 5 000 m        | 15:12.81 | 9         | i.u.        | i.u.        | i.u.             | i.u.             | Gick inte vidare | Gick inte vidare |
| Jo Pavey                                                                      | 5 000 m        | 15:02.84 | 7 q       | i.u.        | i.u.        | i.u.             | i.u.             | 15:12.72         | 7                |
| Julia Bleasdale                                                               | 10 000 m       | i.u.     | i.u.      | i.u.        | i.u.        | i.u.             | i.u.             | 30:55.63         | 8                |
| Jo Pavey                                                                      | 10 000 m       | i.u.     | i.u.      | i.u.        | i.u.        | i.u.             | i.u.             | 30:53.20         | 7                |
| Jessica Ennis                                                                 | 100 m häck     | DNS      | DNS       | i.u.        | i.u.        | Gick inte vidare | Gick inte vidare | Gick inte vidare | Gick inte vidare |
| Tiffany Porter                                                                | 100 m häck     | 12.79    | 3 Q       | i.u.        | i.u.        | 12.79            | 4                | Gick inte vidare | Gick inte vidare |
| Eilidh Child                                                                  | 400 m häck     | 56.14    | 3 Q       | i.u.        | i.u.        | 56.03            | 7                | Gick inte vidare | Gick inte vidare |
| Perri Shakes-Drayton                                                          | 400 m häck     | 54.62    | 1 Q       | i.u.        | i.u.        | 55.19            | 3                | Gick inte vidare | Gick inte vidare |
| Eilish McColgan                                                               | 3 000 m hinder | 9:54.36  | 9         | i.u.        | i.u.        | i.u.             | i.u.             | Gick inte vidare | Gick inte vidare |
| Barbara Parker                                                                | 3 000 m hinder | 9:32.07  | 6         | i.u.        | i.u.        | i.u.             | i.u.             | Gick inte vidare | Gick inte vidare |
| Eilidh Child* Shana Cox Lee McConnell Christine Ohuruogu Perri Shakes-Drayton | 4 x 400 m      | 3:25.05  | 3 Q       | i.u.        | i.u.        | i.u.             | i.u.             | 3:24.76          | 5                |
| Claire Hallissey                                                              | Maraton        | i.u.     | i.u.      | i.u.        | i.u.        | i.u.             | i.u.             | 2:35:39          | 57               |
| Freya Murray                                                                  | Maraton        | i.u.     | i.u.      | i.u.        | i.u.        | i.u.             | i.u.             | 2:32:14          | 44               |
| Mara Yamauchi                                                                 | Maraton        | i.u.     | i.u.      | i.u.        | i.u.        | i.u.             | i.u.             | DNF              | DNF              |
| Johanna Jackson                                                               | 20 km gång     | i.u.     | i.u.      | i.u.        | i.u.        | i.u.             | i.u.             | DSQ              | DSQ              |

* Deltog endast i heaten.
Fältgrenar
| Idrottare       | Gren          | Kval     | Kval      | Final            | Final            |
| Idrottare       | Gren          | Längd    | Placering | Längd            | Placering        |
| --------------- | ------------- | -------- | --------- | ---------------- | ---------------- |
| Shara Proctor   | Längdhopp     | 6.83     | 1 Q       | 6.55             | 9                |
| Yamile Aldama   | Tresteg       | 14.45    | 3 Q       | 14.48            | 5                |
| Holly Bleasdale | Stavhopp      | 4.55     | =7 q      | 4.45             | =6               |
| Kate Dennison   | Stavhopp      | 4.25     | =26       | Gick inte vidare | Gick inte vidare |
| Sophie Hitchon  | Släggkastning | 71.98 NR | 10 q      | 69.33            | 12               |
| Goldie Sayers   | Spjutkastning | NM       | –         | Gick inte vidare | Gick inte vidare |

Kombinerade grenar – sjukamp
| Idrottare                 | Gren     | 100H     | HJ   | SP    | 200 m | LJ   | JT    | 800 m   | Final   | Placering |
| ------------------------- | -------- | -------- | ---- | ----- | ----- | ---- | ----- | ------- | ------- | --------- |
| Jessica Ennis             | Resultat | 12.54 WB | 1.86 | 14.28 | 22.83 | 6.48 | 47.49 | 2:08.65 | 6955 NR | 1         |
| Jessica Ennis             | Poäng    | 1195     | 1054 | 813   | 1096  | 1001 | 812   | 984     | 6955 NR | 1         |
| Louise Hazel              | Resultat | 13.48    | 1.59 | 12.81 | 24.48 | 5.77 | 47.38 | 2:18.78 | 5856    | 27        |
| Louise Hazel              | Poäng    | 1053     | 724  | 715   | 935   | 780  | 809   | 840     | 5856    | 27        |
| Katarina Johnson-Thompson | Resultat | 13.48    | 1.89 | 11.32 | 23.73 | 6.19 | 38.37 | 2:10.76 | 6267    | 15        |
| Katarina Johnson-Thompson | Poäng    | 1053     | 1093 | 616   | 1007  | 908  | 636   | 954     | 6267    | 15        |

## Fäktning
De 8 kvotplatserna tilldelades Storbritannien i egenskap av värdnation.
Herrar och damer
- 8 kvotplatser

- Huvudartikel: Fäktning vid olympiska sommarspelen 2012

Herrar
| Idrottare                                                         | Gren                  | Omgång 1              | Omgång 2                  | Omgång 3          | Kvartsfinal       | Semifinal                                  | Final / BM                       | Final / BM       |
| Idrottare                                                         | Gren                  | Motståndare Poäng     | Motståndare Poäng         | Motståndare Poäng | Motståndare Poäng | Motståndare Poäng                          | Motståndare Poäng                | Placering        |
| ----------------------------------------------------------------- | --------------------- | --------------------- | ------------------------- | ----------------- | ----------------- | ------------------------------------------ | -------------------------------- | ---------------- |
| James-Andrew Davis                                                | Florett, individuellt | Bye                   | Joppich (GER) L 10–15     | Gick inte vidare  | Gick inte vidare  | Gick inte vidare                           | Gick inte vidare                 | Gick inte vidare |
| Richard Kruse                                                     | Florett, individuellt | Bye                   | Achmatchuzin (RUS) L 5–15 | Gick inte vidare  | Gick inte vidare  | Gick inte vidare                           | Gick inte vidare                 | Gick inte vidare |
| Husayn Rosowsky                                                   | Florett, individuellt | Samandi (MAR) L 8–15  | Gick inte vidare          | Gick inte vidare  | Gick inte vidare  | Gick inte vidare                           | Gick inte vidare                 | Gick inte vidare |
| James-Andrew Davis Richard Kruse Husayn Rosowsky Laurence Halsted | Florett, lag          | i.u.                  | i.u.                      | Egypten W 45–33   | Italien L 45–40   | Klassificering semifinal Frankrike W 45–29 | 5:e plats-final Ryssland L 35–45 | 6                |
| James Honeybone                                                   | Sabel, individuellt   | Pryiemka (BLR) L 9–15 | Gick inte vidare          | Gick inte vidare  | Gick inte vidare  | Gick inte vidare                           | Gick inte vidare                 | Gick inte vidare |

Damer
| Idrottare                                                    | Gren                  | Omgång 1              | Omgång 2                | Omgång 3          | Kvartsfinal       | Semifinal                              | Final / BM                    | Final / BM       |
| Idrottare                                                    | Gren                  | Motståndare Poäng     | Motståndare Poäng       | Motståndare Poäng | Motståndare Poäng | Motståndare Poäng                      | Motståndare Poäng             | Placering        |
| ------------------------------------------------------------ | --------------------- | --------------------- | ----------------------- | ----------------- | ----------------- | -------------------------------------- | ----------------------------- | ---------------- |
| Corinna Lawrence                                             | Värja, individuellt   | Bravo (CHI) W 15–12   | Gherman (ROU) L 9–15    | Gick inte vidare  | Gick inte vidare  | Gick inte vidare                       | Gick inte vidare              | Gick inte vidare |
| Anna Bentley                                                 | Florett, individuellt | Peterson (CAN) L 9–10 | Gick inte vidare        | Gick inte vidare  | Gick inte vidare  | Gick inte vidare                       | Gick inte vidare              | Gick inte vidare |
| Natalia Sheppard                                             | Florett, individuellt | Troiano (GBR) W 12–9  | Maîtrejean (FRA) L 5–15 | Gick inte vidare  | Gick inte vidare  | Gick inte vidare                       | Gick inte vidare              | Gick inte vidare |
| Sophie Troiano                                               | Florett, individuellt | Sheppard (GBR) L 9–12 | Gick inte vidare        | Gick inte vidare  | Gick inte vidare  | Gick inte vidare                       | Gick inte vidare              | Gick inte vidare |
| Anna Bentley Natalia Sheppard Sophie Troiano Martina Emanuel | Florett, lag          | i.u.                  | i.u.                    | Egypten W 34–45   | Italien L 42–14   | Klassificering semifinal Polen L 20–43 | 7:e plats-final Japan L 21–30 | 8                |
| Louise Bond-Williams                                         | Sabel, individuellt   | i.u.                  | Vougiouka (GRE) L 8–15  | Gick inte vidare  | Gick inte vidare  | Gick inte vidare                       | Gick inte vidare              | Gick inte vidare |
| Sophie Williams                                              | Sabel, individuellt   | i.u.                  | Vecchi (ITA) L 6–15     | Gick inte vidare  | Gick inte vidare  | Gick inte vidare                       | Gick inte vidare              | Gick inte vidare |

## Gymnastik
- Huvudartikel: Gymnastik vid olympiska sommarspelen 2012

### Artistisk
Herrar
| Idrottare       | Gren     | Kval    | Kval     | Kval    | Kval    | Kval    | Kval    | Kval    | Kval      | Final   | Final   | Final   | Final   | Final   | Final   | Final   | Final     |
| Idrottare       | Gren     | Redskap | Redskap  | Redskap | Redskap | Redskap | Redskap | Totalt  | Placering | Redskap | Redskap | Redskap | Redskap | Redskap | Redskap | Totalt  | Placering |
| Idrottare       | Gren     | F       | PH       | R       | V       | PB      | HB      | Totalt  | Placering | F       | PH      | R       | V       | PB      | HB      | Totalt  | Placering |
| --------------- | -------- | ------- | -------- | ------- | ------- | ------- | ------- | ------- | --------- | ------- | ------- | ------- | ------- | ------- | ------- | ------- | --------- |
| Sam Oldham      | Mångkamp | 14.700  | i.u.     | 14.600  | 15.533  | 14.666  | 15.100  | i.u.    | i.u.      | i.u.    | i.u.    | 14.033  | i.u.    | 14.966  | 14.000  | i.u.    | i.u.      |
| Daniel Purvis   | Mångkamp | 15.200  | 13.400   | 15.033  | 16.100  | 14.733  | 14.733  | 89.199  | 10 Q      | 15.533  | 14.733  | 14.600  | 15.966  | 14.800  | 14.633  | i.u.    | i.u.      |
| Louis Smith     | Mångkamp | i.u.    | 15.800 Q | i.u.    | i.u.    | i.u.    | 13.033  | i.u.    | i.u.      | i.u.    | 15.966  | i.u.    | i.u.    | i.u.    | i.u.    | i.u.    | i.u.      |
| Kristian Thomas | Mångkamp | 15.366  | 14.133   | 14.566  | 16.200  | 14.625  | 15.366  | 90.256  | 5 Q       | 15.433  | i.u.    | 14.433  | 16.550  | i.u.    | 15.200  | i.u.    | i.u.      |
| Max Whitlock    | Mångkamp | 15.266  | 14.900 Q | 14.133  | 16.033  | 13.900  | i.u.    | i.u.    | i.u.      | 15.166  | 15.233  | i.u.    | 15.666  | 14.800  | i.u.    | i.u.    | i.u.      |
| Total           | Mångkamp | 45.832  | 44.833   | 44.199  | 48.333  | 44.024  | 45.199  | 272.420 | 3 Q       | 46.132  | 45.932  | 43.066  | 48.182  | 44.566  | 43.833  | 271.711 | 3         |

Individuella finaler
| Gymnast         | Gren      | Redskap | Redskap | Redskap | Redskap | Redskap | Redskap | Totalt | Placering |
| Gymnast         | Gren      | F       | PH      | R       | V       | PB      | HB      | Totalt | Placering |
| --------------- | --------- | ------- | ------- | ------- | ------- | ------- | ------- | ------ | --------- |
| Daniel Purvis   | Mångkamp  | 15.166  | 14.266  | 14.800  | 16.000  | 13.600  | 14.500  | 88.332 | 13        |
| Louis Smith     | Bygelhäst | i.u.    | 16.066  | i.u.    | i.u.    | i.u.    | i.u.    | 16.066 | 2         |
| Kristian Thomas | Mångkamp  | 15.566  | 14.566  | 14.633  | 14.908  | 14.733  | 15.000  | 89.406 | 7         |
| Kristian Thomas | Hopp      | i.u.    | i.u.    | i.u.    | 15.533  | i.u.    | i.u.    | 15.533 | 8         |
| Max Whitlock    | Bygelhäst | i.u.    | 15.600  | i.u.    | i.u.    | i.u.    | i.u.    | 15.600 | 3         |

Damer
Lag
| Idrottare         | Gren          | Kval    | Kval    | Kval     | Kval    | Kval    | Kval      | Final   | Final   | Final   | Final   | Final   | Final     |
| Idrottare         | Gren          | Redskap | Redskap | Redskap  | Redskap | Totalt  | Placering | Redskap | Redskap | Redskap | Redskap | Totalt  | Placering |
| Idrottare         | Gren          | F       | V       | UB       | BB      | Totalt  | Placering | F       | V       | UB      | BB      | Totalt  | Placering |
| ----------------- | ------------- | ------- | ------- | -------- | ------- | ------- | --------- | ------- | ------- | ------- | ------- | ------- | --------- |
| Imogen Cairns     | Mångkamp, lag | i.u.    | 14.433  | i.u.     | 13.366  | i.u.    | i.u.      | i.u.    | 14.266  | i.u.    | 13.500  | i.u.    | i.u.      |
| Jennifer Pinches  | Mångkamp, lag | 14.100  | 14.366  | 13.700   | 13.100  | 55.266  | 21        | 14.366  | 14.833  | i.u.    | 11.833  | i.u.    | i.u.      |
| Rebecca Tunney    | Mångkamp, lag | 14.000  | 14.400  | 14.825   | 13.166  | 56.391  | 15 Q      | i.u.    | 14.866  | 14.766  | i.u.    | i.u.    | i.u.      |
| Elizabeth Tweddle | Mångkamp, lag | 14.433  | i.u.    | 16.133 Q | i.u.    | i.u.    | i.u.      | 14.166  | i.u.    | 15.833  | i.u.    | i.u.    | i.u.      |
| Hannah Whelan     | Mångkamp, lag | 13.933  | 14.500  | 14.200   | 13.066  | 55.699  | 17 Q      | 14.200  | i.u.    | 14.000  | 13.866  | i.u.    | i.u.      |
| Totalt            | Mångkamp, lag | 42.533  | 43.333  | 45.158   | 39.632  | 170.656 | 5 Q       | 42.732  | 43.965  | 44.599  | 39.199  | 170.495 | 6         |

Individuella finaler
| Gymnast           | Gren     | Redskap | Redskap | Redskap | Redskap | Totalt | Placering |
| Gymnast           | Gren     | F       | V       | UB      | BB      | Totalt | Placering |
| ----------------- | -------- | ------- | ------- | ------- | ------- | ------ | --------- |
| Rebecca Tunney    | Mångkamp | 13.933  | 14.866  | 15.000  | 13.133  | 56.392 | 13        |
| Elizabeth Tweddle | Barr     | i.u.    | i.u.    | 15.916  | i.u.    | 15.916 | 3         |
| Hannah Whelan     | Mångkamp | 14.133  | 0.000*  | 14.166  | 13.700  | 41.999 | 24        |

### Rytmisk
| Idrottare       | Gren         | Kval   | Kval     | Kval   | Kval   | Kval   | Kval      | Final            | Final            | Final            | Final            | Final            | Final            |
| Idrottare       | Gren         | Boll   | Tunnband | Käglor | Band   | Totalt | Placering | Boll             | Tunnband         | Käglor           | Band             | Totalt           | Placering        |
| --------------- | ------------ | ------ | -------- | ------ | ------ | ------ | --------- | ---------------- | ---------------- | ---------------- | ---------------- | ---------------- | ---------------- |
| Francesca Jones | Individuellt | 24.200 | 24.550   | 21.975 | 23.900 | 94.625 | 24        | Gick inte vidare | Gick inte vidare | Gick inte vidare | Gick inte vidare | Gick inte vidare | Gick inte vidare |

| Idrottare                                                                             | Gren  | Kval   | Kval              | Kval   | Kval      | Final            | Final             | Final            | Final            |
| Idrottare                                                                             | Gren  | 5 rep  | 3 band 2 tunnband | Totalt | Placering | 5 bollar         | 3 band 2 tunnband | Totalt           | Placering        |
| ------------------------------------------------------------------------------------- | ----- | ------ | ----------------- | ------ | --------- | ---------------- | ----------------- | ---------------- | ---------------- |
| Georgina Cassar Jade Faulkner Francesca Fox Lynne Hutchison Louisa Pouli Rachel Smith | Trupp | 24.150 | 23.850            | 48.000 | 12        | Gick inte vidare | Gick inte vidare  | Gick inte vidare | Gick inte vidare |

### Trampolin
| Idrottare          | Gren  | Kval    | Kval      | Final            | Final            |
| Idrottare          | Gren  | Poäng   | Placering | Poäng            | Placering        |
| ------------------ | ----- | ------- | --------- | ---------------- | ---------------- |
| Katherine Driscoll | Damer | 100.985 | 9         | Gick inte vidare | Gick inte vidare |

## Handboll
Lagplatserna tilldelades i egenskap av värdnation.
- Damernas turnering - 1 lag med 14 spelare
- Herrarnas turnering - 1 lag med 14 spelare

Herrar
| \| \| Pos. \| Namn \| Ålder \| \| Klubb \| \| -- \| ---- \| --------------------------- \| ------------------ \| \| ---------------- \| \| 1 \| MV \| Jesper Parker (GBR) \| 28 år (1984-04-18) \| \| IK Sävehof \| \| 12 \| MV \| Robert White (GBR) \| 29 år (1983-04-05) \| \| Valence Handball \| \| 3 \| MS \| Ciaran Williams (GBR) \| 24 år (1987-12-22) \| \| Salford \| \| 4 \| HS \| Sebastian Prieto (GBR) \| 25 år (1987-02-04) \| \| Viking HK \| \| 7 \| MS \| Christopher Mohr (GBR) \| 22 år (1990-01-12) \| \| Odder \| \| 14 \| HN \| Steven Larsson (GBR) \| 31 år (1981-05-01) \| \| Drammen HK \| \| 15 \| VN \| Martin Hare (GBR) \| 22 år (1989-11-28) \| \| Viking HK \| \| 18 \| MS \| Daniel McMillan (GBR) \| 29 år (1982-08-12) \| \| Odder \| \| 20 \| VS \| Mark Hawkins (GBR) \| 26 år (1985-12-28) \| \| UMF Afturelding \| \| 21 \| MS \| Christopher McDermott (GBR) \| 23 år (1989-06-07) \| \| UMF Afturelding \| \| 22 \| MS \| Robin Garnham (GBR) \| 24 år (1988-05-01) \| \| Fram Larvik \| \| 26 \| HS \| Sebastien Edgar (GBR) \| 21 år (1991-05-26) \| \| Lys Nimes \| \| 27 \| VS \| John Pearce (GBR) \| 24 år (1987-11-23) \| \| Brabrand IF \| \| 28 \| HN \| Gawain Vincent (GBR) \| 22 år (1990-03-09) \| \| HBC Nantes \| | Förbundskapten: Dragan Dukić                                                                                      |                             |                    |                |                  |
| \| \| Pos. \| Namn \| Ålder \| \| Klubb \| \| -- \| ---- \| --------------------------- \| ------------------ \| \| ---------------- \| \| 1 \| MV \| Jesper Parker (GBR) \| 28 år (1984-04-18) \| \| IK Sävehof \| \| 12 \| MV \| Robert White (GBR) \| 29 år (1983-04-05) \| \| Valence Handball \| \| 3 \| MS \| Ciaran Williams (GBR) \| 24 år (1987-12-22) \| \| Salford \| \| 4 \| HS \| Sebastian Prieto (GBR) \| 25 år (1987-02-04) \| \| Viking HK \| \| 7 \| MS \| Christopher Mohr (GBR) \| 22 år (1990-01-12) \| \| Odder \| \| 14 \| HN \| Steven Larsson (GBR) \| 31 år (1981-05-01) \| \| Drammen HK \| \| 15 \| VN \| Martin Hare (GBR) \| 22 år (1989-11-28) \| \| Viking HK \| \| 18 \| MS \| Daniel McMillan (GBR) \| 29 år (1982-08-12) \| \| Odder \| \| 20 \| VS \| Mark Hawkins (GBR) \| 26 år (1985-12-28) \| \| UMF Afturelding \| \| 21 \| MS \| Christopher McDermott (GBR) \| 23 år (1989-06-07) \| \| UMF Afturelding \| \| 22 \| MS \| Robin Garnham (GBR) \| 24 år (1988-05-01) \| \| Fram Larvik \| \| 26 \| HS \| Sebastien Edgar (GBR) \| 21 år (1991-05-26) \| \| Lys Nimes \| \| 27 \| VS \| John Pearce (GBR) \| 24 år (1987-11-23) \| \| Brabrand IF \| \| 28 \| HN \| Gawain Vincent (GBR) \| 22 år (1990-03-09) \| \| HBC Nantes \| | Positioner: MV - Målvakt VS - Vänstersexa VN - Vänsternia MS - Mittsexa MN - Mittnia HS - Högersexa HN - Högernia |                             |                    |                |                  |
| \| \| Pos. \| Namn \| Ålder \| \| Klubb \| \| -- \| ---- \| --------------------------- \| ------------------ \| \| ---------------- \| \| 1 \| MV \| Jesper Parker (GBR) \| 28 år (1984-04-18) \| \| IK Sävehof \| \| 12 \| MV \| Robert White (GBR) \| 29 år (1983-04-05) \| \| Valence Handball \| \| 3 \| MS \| Ciaran Williams (GBR) \| 24 år (1987-12-22) \| \| Salford \| \| 4 \| HS \| Sebastian Prieto (GBR) \| 25 år (1987-02-04) \| \| Viking HK \| \| 7 \| MS \| Christopher Mohr (GBR) \| 22 år (1990-01-12) \| \| Odder \| \| 14 \| HN \| Steven Larsson (GBR) \| 31 år (1981-05-01) \| \| Drammen HK \| \| 15 \| VN \| Martin Hare (GBR) \| 22 år (1989-11-28) \| \| Viking HK \| \| 18 \| MS \| Daniel McMillan (GBR) \| 29 år (1982-08-12) \| \| Odder \| \| 20 \| VS \| Mark Hawkins (GBR) \| 26 år (1985-12-28) \| \| UMF Afturelding \| \| 21 \| MS \| Christopher McDermott (GBR) \| 23 år (1989-06-07) \| \| UMF Afturelding \| \| 22 \| MS \| Robin Garnham (GBR) \| 24 år (1988-05-01) \| \| Fram Larvik \| \| 26 \| HS \| Sebastien Edgar (GBR) \| 21 år (1991-05-26) \| \| Lys Nimes \| \| 27 \| VS \| John Pearce (GBR) \| 24 år (1987-11-23) \| \| Brabrand IF \| \| 28 \| HN \| Gawain Vincent (GBR) \| 22 år (1990-03-09) \| \| HBC Nantes \| | Spelarnas åldrar och klubb per 27 juli 2012.                                                                      |                             |                    |                |                  |
| | Pos. | Namn                        | Ålder              |                | Klubb            |
| 1 | MV | Jesper Parker (GBR)         | 28 år (1984-04-18) | Sverige        | IK Sävehof       |
| 12 | MV | Robert White (GBR)          | 29 år (1983-04-05) | Frankrike      | Valence Handball |
| 3 | MS | Ciaran Williams (GBR)       | 24 år (1987-12-22) | Storbritannien | Salford          |
| 4 | HS | Sebastian Prieto (GBR)      | 25 år (1987-02-04) | Norge          | Viking HK        |
| 7 | MS | Christopher Mohr (GBR)      | 22 år (1990-01-12) | Danmark        | Odder            |
| 14 | HN | Steven Larsson (GBR)        | 31 år (1981-05-01) | Norge          | Drammen HK       |
| 15 | VN | Martin Hare (GBR)           | 22 år (1989-11-28) | Norge          | Viking HK        |
| 18 | MS | Daniel McMillan (GBR)       | 29 år (1982-08-12) | Danmark        | Odder            |
| 20 | VS | Mark Hawkins (GBR)          | 26 år (1985-12-28) | Island         | UMF Afturelding  |
| 21 | MS | Christopher McDermott (GBR) | 23 år (1989-06-07) | Island         | UMF Afturelding  |
| 22 | MS | Robin Garnham (GBR)         | 24 år (1988-05-01) | Norge          | Fram Larvik      |
| 26 | HS | Sebastien Edgar (GBR)       | 21 år (1991-05-26) | Frankrike      | Lys Nimes        |
| 27 | VS | John Pearce (GBR)           | 24 år (1987-11-23) | Danmark        | Brabrand IF      |
| 28 | HN | Gawain Vincent (GBR)        | 22 år (1990-03-09) | Frankrike      | HBC Nantes       |

Gruppspel
| Lag            | S | V | O | F | GM  | IM  | MS  | P  |
| -------------- | - | - | - | - | --- | --- | --- | -- |
| Island         | 5 | 5 | 0 | 0 | 167 | 132 | +35 | 10 |
| Frankrike      | 5 | 4 | 0 | 1 | 159 | 110 | +49 | 8  |
| Sverige        | 5 | 3 | 0 | 2 | 156 | 115 | +41 | 6  |
| Tunisien       | 5 | 2 | 0 | 3 | 121 | 125 | −4  | 4  |
| Argentina      | 5 | 1 | 0 | 4 | 113 | 138 | −25 | 2  |
| Storbritannien | 5 | 0 | 0 | 5 | 96  | 192 | −96 | 0  |

|  | 29 juli | Frankrike | 44 – 15 | Storbritannien | Copper Box, London |  |
|  |         |           |         |                |                    |  |
|  |         |           |         |                |                    |  |

|  | 31 juli | Storbritannien | 19 – 41 | Sverige | Copper Box, London |  |
|  |         |                |         |         |                    |  |
|  |         |                |         |         |                    |  |

|  | 2 augusti | Storbritannien | 21 – 32 | Argentina | Copper Box, London |  |
|  |           |                |         |           |                    |  |
|  |           |                |         |           |                    |  |

|  | 4 augusti | Tunisien | 34 – 17 | Storbritannien | Copper Box, London |  |
|  |           |          |         |                |                    |  |
|  |           |          |         |                |                    |  |

|  | 6 augusti | Island | 41 – 24 | Storbritannien | Copper Box, London |  |
|  |           |        |         |                |                    |  |
|  |           |        |         |                |                    |  |

Damer
| \| \| Pos. \| Namn \| Ålder \| \| Klubb \| \| -- \| ---- \| ----------------------- \| ------------------ \| \| ------------ \| \| 1 \| GK \| Sarah Hargreaves (GBR) \| 23 år (1989-05-17) \| \| Slagelse FH \| \| 3 \| LW \| Holly Lam-Moores (GBR) \| 21 år (1990-09-12) \| \| GB Handboll \| \| 4 \| RW \| Zoe van der Weel (GBR) \| 21 år (1990-11-14) \| \| GB Handboll \| \| 5 \| CB \| Nina Heglund (GBR) \| 19 år (1993-07-24) \| \| GB Handboll \| \| 7 \| CB \| Lynn McCafferty (GBR) \| 33 år (1979-04-16) \| \| GB Handboll \| \| 8 \| P \| Louise Jukes (GBR) \| 28 år (1984-04-14) \| \| GB Handboll \| \| 9 \| LW \| Britt Goodwin (GBR) \| 29 år (1983-04-24) \| \| GB Handboll \| \| 10 \| RW \| Kelsi Fairbrother (GBR) \| 22 år (1989-08-05) \| \| Team Esbjerg \| \| 11 \| P \| Lyn Byl (GBR) \| 32 år (1979-12-01) \| \| GB Handboll \| \| 13 \| RB \| Yvonne Leuthold (GBR) \| 32 år (1980-01-30) \| \| GB Handboll \| \| 17 \| LB \| Ewa Palies (GBR) \| 23 år (1989-01-30) \| \| GB Handboll \| \| 21 \| LB \| Kathryn Fudge (GBR) \| 22 år (1989-11-10) \| \| GB Handboll \| \| 66 \| GK \| Jane Mayes (GBR) \| 23 år (1989-01-10) \| \| GB Handboll \| \| 86 \| RB \| Marie Gerbron (GBR) \| 25 år (1986-12-23) \| \| GB Handboll \| | Förbundskaptener: Jesper Holmris, Vigdis Holmeset                                                                 |                         |                    |                |              |
| \| \| Pos. \| Namn \| Ålder \| \| Klubb \| \| -- \| ---- \| ----------------------- \| ------------------ \| \| ------------ \| \| 1 \| GK \| Sarah Hargreaves (GBR) \| 23 år (1989-05-17) \| \| Slagelse FH \| \| 3 \| LW \| Holly Lam-Moores (GBR) \| 21 år (1990-09-12) \| \| GB Handboll \| \| 4 \| RW \| Zoe van der Weel (GBR) \| 21 år (1990-11-14) \| \| GB Handboll \| \| 5 \| CB \| Nina Heglund (GBR) \| 19 år (1993-07-24) \| \| GB Handboll \| \| 7 \| CB \| Lynn McCafferty (GBR) \| 33 år (1979-04-16) \| \| GB Handboll \| \| 8 \| P \| Louise Jukes (GBR) \| 28 år (1984-04-14) \| \| GB Handboll \| \| 9 \| LW \| Britt Goodwin (GBR) \| 29 år (1983-04-24) \| \| GB Handboll \| \| 10 \| RW \| Kelsi Fairbrother (GBR) \| 22 år (1989-08-05) \| \| Team Esbjerg \| \| 11 \| P \| Lyn Byl (GBR) \| 32 år (1979-12-01) \| \| GB Handboll \| \| 13 \| RB \| Yvonne Leuthold (GBR) \| 32 år (1980-01-30) \| \| GB Handboll \| \| 17 \| LB \| Ewa Palies (GBR) \| 23 år (1989-01-30) \| \| GB Handboll \| \| 21 \| LB \| Kathryn Fudge (GBR) \| 22 år (1989-11-10) \| \| GB Handboll \| \| 66 \| GK \| Jane Mayes (GBR) \| 23 år (1989-01-10) \| \| GB Handboll \| \| 86 \| RB \| Marie Gerbron (GBR) \| 25 år (1986-12-23) \| \| GB Handboll \| | Positioner: MV - Målvakt VS - Vänstersexa VN - Vänsternia MS - Mittsexa MN - Mittnia HS - Högersexa HN - Högernia |                         |                    |                |              |
| \| \| Pos. \| Namn \| Ålder \| \| Klubb \| \| -- \| ---- \| ----------------------- \| ------------------ \| \| ------------ \| \| 1 \| GK \| Sarah Hargreaves (GBR) \| 23 år (1989-05-17) \| \| Slagelse FH \| \| 3 \| LW \| Holly Lam-Moores (GBR) \| 21 år (1990-09-12) \| \| GB Handboll \| \| 4 \| RW \| Zoe van der Weel (GBR) \| 21 år (1990-11-14) \| \| GB Handboll \| \| 5 \| CB \| Nina Heglund (GBR) \| 19 år (1993-07-24) \| \| GB Handboll \| \| 7 \| CB \| Lynn McCafferty (GBR) \| 33 år (1979-04-16) \| \| GB Handboll \| \| 8 \| P \| Louise Jukes (GBR) \| 28 år (1984-04-14) \| \| GB Handboll \| \| 9 \| LW \| Britt Goodwin (GBR) \| 29 år (1983-04-24) \| \| GB Handboll \| \| 10 \| RW \| Kelsi Fairbrother (GBR) \| 22 år (1989-08-05) \| \| Team Esbjerg \| \| 11 \| P \| Lyn Byl (GBR) \| 32 år (1979-12-01) \| \| GB Handboll \| \| 13 \| RB \| Yvonne Leuthold (GBR) \| 32 år (1980-01-30) \| \| GB Handboll \| \| 17 \| LB \| Ewa Palies (GBR) \| 23 år (1989-01-30) \| \| GB Handboll \| \| 21 \| LB \| Kathryn Fudge (GBR) \| 22 år (1989-11-10) \| \| GB Handboll \| \| 66 \| GK \| Jane Mayes (GBR) \| 23 år (1989-01-10) \| \| GB Handboll \| \| 86 \| RB \| Marie Gerbron (GBR) \| 25 år (1986-12-23) \| \| GB Handboll \| | Spelarnas åldrar och klubb per 27 juli 2012.                                                                      |                         |                    |                |              |
| | Pos. | Namn                    | Ålder              |                | Klubb        |
| 1 | GK | Sarah Hargreaves (GBR)  | 23 år (1989-05-17) | Danmark        | Slagelse FH  |
| 3 | LW | Holly Lam-Moores (GBR)  | 21 år (1990-09-12) | Storbritannien | GB Handboll  |
| 4 | RW | Zoe van der Weel (GBR)  | 21 år (1990-11-14) | Storbritannien | GB Handboll  |
| 5 | CB | Nina Heglund (GBR)      | 19 år (1993-07-24) | Storbritannien | GB Handboll  |
| 7 | CB | Lynn McCafferty (GBR)   | 33 år (1979-04-16) | Storbritannien | GB Handboll  |
| 8 | P | Louise Jukes (GBR)      | 28 år (1984-04-14) | Storbritannien | GB Handboll  |
| 9 | LW | Britt Goodwin (GBR)     | 29 år (1983-04-24) | Storbritannien | GB Handboll  |
| 10 | RW | Kelsi Fairbrother (GBR) | 22 år (1989-08-05) | Danmark        | Team Esbjerg |
| 11 | P | Lyn Byl (GBR)           | 32 år (1979-12-01) | Danmark        | GB Handboll  |
| 13 | RB | Yvonne Leuthold (GBR)   | 32 år (1980-01-30) | Storbritannien | GB Handboll  |
| 17 | LB | Ewa Palies (GBR)        | 23 år (1989-01-30) | Storbritannien | GB Handboll  |
| 21 | LB | Kathryn Fudge (GBR)     | 22 år (1989-11-10) | Storbritannien | GB Handboll  |
| 66 | GK | Jane Mayes (GBR)        | 23 år (1989-01-10) | Storbritannien | GB Handboll  |
| 86 | RB | Marie Gerbron (GBR)     | 25 år (1986-12-23) | Storbritannien | GB Handboll  |

Gruppspel
| Lag            | S | V | O | F | GM  | IM  | MS  | P |
| -------------- | - | - | - | - | --- | --- | --- | - |
| Brasilien      | 5 | 4 | 0 | 1 | 137 | 122 | +15 | 8 |
| Kroatien       | 5 | 4 | 0 | 1 | 145 | 115 | +30 | 8 |
| Ryssland       | 5 | 3 | 1 | 1 | 151 | 125 | +26 | 7 |
| Montenegro     | 5 | 2 | 1 | 2 | 137 | 122 | +15 | 5 |
| Angola         | 5 | 1 | 0 | 4 | 132 | 142 | −10 | 2 |
| Storbritannien | 5 | 0 | 0 | 5 | 91  | 166 | −75 | 0 |

|       | 28 juli 2012 | Montenegro                          | 31 – 19   | Storbritannien                   | Copper Box, London           |                              |
| 19:30 | 19:30        | Bulatovic 5, Radicevic 4, Radovic 4 | (18 – 12) | Berbron 6, McCafferty 4, Fudge 4 | Domare: Duta, Floresco (ROU) | Domare: Duta, Floresco (ROU) |
| 19:30 | 19:30        |                                     |           |                                  | Domare: Duta, Floresco (ROU) | Domare: Duta, Floresco (ROU) |
| 19:30 | 19:30        |                                     |           |                                  | Domare: Duta, Floresco (ROU) | Domare: Duta, Floresco (ROU) |

|       | 30 juli 2012 | Storbritannien | 16–37 | Ryssland | Copper Box, London |  |
| 14:30 |              |                |       |          |                    |  |
|       |              |                |       |          |                    |  |
|       |              |                |       |          |                    |  |

|       | 1 augusti 2012 | Storbritannien | 17–30 | Brasilien | Copper Box, London |  |
| 16:15 |                |                |       |           |                    |  |
|       |                |                |       |           |                    |  |
|       |                |                |       |           |                    |  |

|       | 3 augusti 2012 | Angola | 31–25 | Storbritannien | Copper Box, London |  |
| 09:30 |                |        |       |                |                    |  |
|       |                |        |       |                |                    |  |
|       |                |        |       |                |                    |  |

|       | 5 augusti 2012 | Kroatien | 37–14 | Storbritannien | Copper Box, London |  |
| 16:15 |                |          |       |                |                    |  |
|       |                |          |       |                |                    |  |
|       |                |          |       |                |                    |  |

## Judo
Storbritannien, i egenskap av värdnation, tilldelades en kvotplats i alla viktklasser.
Damer
- 48 kg
- 52 kg
- 57 kg
- 63 kg
- 70 kg
- 78 kg
- +78 kg

Herrar
- 60 kg
- 66 kg
- 73 kg
- 81 kg
- 90 kg
- 100 kg
- +100 kg

Herrar
| Idrottare               | Gren                     | 32-delsfinal         | Sextondelsfinal                  | Åttondelsfinal                | Kvartsfinal                       | Semifinal            | Återkval                  | Bronsmatch           | Final                | Final            |
| Idrottare               | Gren                     | Motståndare Resultat | Motståndare Resultat             | Motståndare Resultat          | Motståndare Resultat              | Motståndare Resultat | Motståndare Resultat      | Motståndare Resultat | Motståndare Resultat | Placering        |
| ----------------------- | ------------------------ | -------------------- | -------------------------------- | ----------------------------- | --------------------------------- | -------------------- | ------------------------- | -------------------- | -------------------- | ---------------- |
| Ashley McKenzie         | Extra lättvikt (-60 kg)  | Bye                  | Hiraoka (JPN) L 0000–0111        | Gick inte vidare              | Gick inte vidare                  | Gick inte vidare     | Gick inte vidare          | Gick inte vidare     | Gick inte vidare     | Gick inte vidare |
| Colin Oates             | Halv lättvikt (-66 kg)   | Bye                  | Dos Santos (AUS) W 0020–0002     | Khashbaatar (MGL) W 0011–0000 | Shavdatuashvili (GEO) L 0100–0000 | Gick inte vidare     | Cho J-H (KOR) L 0002-0021 | Gick inte vidare     | Gick inte vidare     | 7                |
| Daniel Williams         | Lättvikt (-73 kg)        | Bye                  | Boqiev (TJK) L 0000–1001         | Gick inte vidare              | Gick inte vidare                  | Gick inte vidare     | Gick inte vidare          | Gick inte vidare     | Gick inte vidare     | Gick inte vidare |
| Euan Burton             | Halv mellanvikt (-81 kg) | Bye                  | Valois-Fortier (CAN) L 0000–1000 | Gick inte vidare              | Gick inte vidare                  | Gick inte vidare     | Gick inte vidare          | Gick inte vidare     | Gick inte vidare     | Gick inte vidare |
| Winston Gordon          | Mellanvikt (-90 kg)      | i.u.                 | Émond (CAN) W 1000–0000          | Denisov (RUS) L 0000–0010     | Gick inte vidare                  | Gick inte vidare     | Gick inte vidare          | Gick inte vidare     | Gick inte vidare     | Gick inte vidare |
| James Austin            | Halv tungvikt (-100 kg)  | i.u.                 | Anai (JPN) L 0003–0101           | Gick inte vidare              | Gick inte vidare                  | Gick inte vidare     | Gick inte vidare          | Gick inte vidare     | Gick inte vidare     | Gick inte vidare |
| Christopher Sherrington | Tungvikt (+100 kg)       | i.u.                 | Andrewartha (AUS) W 1000–0000    | Mikhailine (RUS) L 0011–0001  | Gick inte vidare                  | Gick inte vidare     | Gick inte vidare          | Gick inte vidare     | Gick inte vidare     | Gick inte vidare |

Damer
| Idrottare     | Gren                     | Sextondelsfinal               | Åttondelsfinal              | Kvartsfinal                | Semifinal                  | Återkval             | Bronsmatch                   | Final                      | Final            |
| Idrottare     | Gren                     | Motståndare Resultat          | Motståndare Resultat        | Motståndare Resultat       | Motståndare Resultat       | Motståndare Resultat | Motståndare Resultat         | Motståndare Resultat       | Placering        |
| ------------- | ------------------------ | ----------------------------- | --------------------------- | -------------------------- | -------------------------- | -------------------- | ---------------------------- | -------------------------- | ---------------- |
| Kelly Edwards | Extra lättvikt (-48 kg)  | Bye                           | Fukumi (JPN) L 0000–0020    | Gick inte vidare           | Gick inte vidare           | Gick inte vidare     | Gick inte vidare             | Gick inte vidare           | Gick inte vidare |
| Sophie Cox    | Halv lättvikt (-52 kg)   | An K-a (PRK) L 0000–0010      | Gick inte vidare            | Gick inte vidare           | Gick inte vidare           | Gick inte vidare     | Gick inte vidare             | Gick inte vidare           | Gick inte vidare |
| Sarah Clark   | Lättvikt (-57 kg)        | Pavia (FRA) L 0001–0010       | Gick inte vidare            | Gick inte vidare           | Gick inte vidare           | Gick inte vidare     | Gick inte vidare             | Gick inte vidare           | Gick inte vidare |
| Gemma Howell  | Halv mellanvikt (-63 kg) | Emane (FRA) L 0000–1000       | Gick inte vidare            | Gick inte vidare           | Gick inte vidare           | Gick inte vidare     | Gick inte vidare             | Gick inte vidare           | Gick inte vidare |
| Sally Conway  | Mellanvikt (-70 kg)      | Ngarlemdana (CHA) W 1110–0002 | Bosch (NED) L 0001–0010     | Gick inte vidare           | Gick inte vidare           | Gick inte vidare     | Gick inte vidare             | Gick inte vidare           | Gick inte vidare |
| Gemma Gibbons | Halv tungvikt (-78 kg)   | Ramirez (POR) W 1000–0000     | Lkhamdegd (MGL) W 0021–0010 | Verkerk (NED) W 0100–0000  | Tcheuméo (FRA) W 1000–0000 | BYE                  | BYE                          | Harrison (USA) L 0000–0020 | 2                |
| Karina Bryant | Tungvikt (+78 kg)        | Asselah (ALG) W 1000–0001     | Polavder (SLO) W 0011–0000  | Issanova (KAZ) W 0102–0011 | Sugimoto (JPN) L 0002–0011 | BYE                  | Kindzerska (UKR) W 0020–0011 | Gick inte vidare           | 3                |

## Kanotsport
Slalom
| Kanotist                        | Gren                | Omgång 1 | Omgång 1  | Omgång 1 | Omgång 1  | Omgång 1 | Omgång 1  | Semifinal | Semifinal | Final            | Final            |
| Kanotist                        | Gren                | Omgång 1 | Placering | Omgång 2 | Placering | Bästa    | Placering | Tid       | Placering | Tid              | Placering        |
| ------------------------------- | ------------------- | -------- | --------- | -------- | --------- | -------- | --------- | --------- | --------- | ---------------- | ---------------- |
| David Florence                  | Herrarnas C1 slalom | 101.60   | 13        | 93.04    | 4         | 93.04    | 5 Q       | 106.16    | 10        | Gick inte vidare | Gick inte vidare |
| Tim Baillie Etienne Stott       | Herrarnas C2 slalom | 100.44   | 3         | 102.79   | 6         | 100.44   | 4 Q       | 110.78    | 6 Q       | 106.41           | 1                |
| David Florence Richard Hounslow | Herrarnas C2 slalom | 108.23   | 10        | 101.08   | 4         | 101.08   | 7 Q       | 108.93    | 1 Q       | 106.77           | 2                |
| Richard Hounslow                | Herrarnas K1 slalom | 94.40    | =14       | 89.12    | 8         | 89.12    | 11 Q      | 104.30    | 12        | Gick inte vidare | Gick inte vidare |
| Lizzie Neave                    | Damernas K1 slalom  | 101.95   | 4         | 98.92    | 1         | 98.92    | 2 Q       | 117.30    | 12        | Gick inte vidare | Gick inte vidare |

Sprint
| Kanotist                                                   | Gren                | Heat      | Heat      | Semifinal | Semifinal | Final            | Final            |
| Kanotist                                                   | Gren                | Tid       | Placering | Tid       | Placering | Tid              | Placering        |
| ---------------------------------------------------------- | ------------------- | --------- | --------- | --------- | --------- | ---------------- | ---------------- |
| Tim Brabants                                               | Herrarnas K1 1000 m | 3:31.869  | 5 Q       | 3:30.769  | 4 FA      | 3:34.833         | 8                |
| Ed McKeever                                                | Herrarnas K1 200 m  | 35.087 OB | 1 Q       | 35.619    | 1 FA      | 36.246           | 1                |
| Liam Heath Jon Schofield                                   | Herrarnas K2 200 m  | 33.364    | 2 Q       | 32.940    | 2 FA      | 34.421           | 3                |
| Richard Jefferies                                          | Herrarnas C1 200 m  | 42.516    | 3 Q       | 43.213    | 6         | Gick inte vidare | Gick inte vidare |
| Richard Jefferies                                          | Herrarnas C1 1000 m | 4:48.511  | 8 Q       | 4:49.874  | 8 FB      | 4:42.992         | 15               |
| Rachel Cawthorn                                            | Damernas K1 500 m   | 1:53.491  | 1 Q       | 1:52.542  | 2 FA      | 1:53.345         | 6                |
| Jessica Walker                                             | Damernas K1 200 m   | 42.388    | 4 Q       | 41.734    | 2 FA      | 46.161           | 7                |
| Abigail Edmonds Louisa Sawers                              | Damernas K2 500 m   | 1:46.564  | 5 Q       | 1:46.025  | 7 FB      | 1:46.341         | 11               |
| Rachel Cawthorn Angela Hannah Louisa Sawers Jessica Walker | Damernas K4 500 m   | 1:37.255  | 2 Q       | 1:32.550  | 4 FA      | 1:33.055         | 5                |

## Konstsim
| Idrottare | Gren                | Teknisk rutin | Teknisk rutin | Fri rutin (inledande) | Fri rutin (inledande)  | Fri rutin (inledande) | Fri rutin (final) | Fri rutin (final)      | Fri rutin (final) |
| Idrottare | Gren                | Poäng         | Placering     | Poäng                 | Totalt (teknisk + fri) | Placering             | Placering         | Totalt (teknisk + fri) | Placering         |
| --- | ------------------- | ------------- | ------------- | --------------------- | ---------------------- | --------------------- | ----------------- | ---------------------- | ----------------- |
| Olivia Federici Jenna Randall                                                                                                | Damernas duett      | 88.100        | 9             | 88.790                | 176.890                | 9 Q                   | 89.170            | 177.270                | 9                 |
| Yvette Baker Katie Clark Katie Dawkins Olivia Federici Jennifer Knobbs Vicki Lucass Asha Randall Jenna Randall Katie Skelton | Damernas lagtävling | 87.300        | 6             | i.u.                  | i.u.                   | i.u.                  | 88.140            | 175.440                | 6                 |

## Landhockey
Damer
Coach: Danny Kerry
| 1. Beth Storry (GK) 2. Emily Maguire 3. Laura Unsworth 4. Crista Cullen 5. Hannah Macleod 6. Anne Panter 7. Helen Richardson 8. Kate Walsh (C) | 1. Chloe Rogers 2. Laura Bartlett 3. Alex Danson 4. Georgie Twigg 5. Ashleigh Ball 6. Sally Walton 7. Nicola White 8. Sarah Thomas |

Reserver:
- Natalie Seymour
- Abi Walker

Gruppspel
| Nr | Lag            | S | V | O | F | GM | IM | MS | P  |
| -- | -------------- | - | - | - | - | -- | -- | -- | -- |
| 1  | Nederländerna  | 5 | 5 | 0 | 0 | 12 | 5  | +7 | 15 |
| 2  | Storbritannien | 5 | 3 | 0 | 2 | 14 | 7  | +7 | 9  |
| 3  | Kina           | 5 | 2 | 1 | 2 | 6  | 3  | +3 | 7  |
| 4  | Sydkorea       | 5 | 2 | 0 | 3 | 7  | 12 | −5 | 6  |
| 5  | Japan          | 5 | 1 | 1 | 3 | 4  | 9  | −5 | 4  |
| 6  | Belgien        | 5 | 0 | 2 | 3 | 2  | 10 | −8 | 2  |

Slutspel
|  | Semifinaler            | Semifinaler    |   |                 | Final           | Final |  |
|  |                        |                |   |                 |                 |       |  |
|  | 8 augusti 2012         |                |   |                 |                 |       |  |
|  | Nederländerna (p.s.o.) | 2 (3)          |   |                 |                 |       |  |
|  | Nya Zeeland            | 2 (1)          |   |                 |                 |       |  |
|  |                        |                |   |                 |                 |       |  |
|  |                        |                |   |                 | 10 augusti 2012 |       |  |
|  |                        |                |   |                 | Nederländerna   | 2     |  |
|  |                        | Argentina      | 0 |                 |                 |       |  |
|  |                        |                |   |                 |                 |       |  |
|  |                        |                |   |                 |                 |       |  |
|  |                        |                |   |                 | Bronsmatch      |       |  |
|  | 8 augusti 2012         | 8 augusti 2012 |   | 10 augusti 2012 | 10 augusti 2012 |       |  |
|  | Argentina              | 2              |   | Nya Zeeland     | 1               |       |  |
|  | Storbritannien         | 1              |   |                 | Storbritannien  | 3     |  |

Herrar
Coach: Jason Lee
| 1. Glenn Kirkham 2. Ashley Jackson 3. Harry Martin 4. Matthew Daly 5. Jonty Clarke 6. Robert Moore 7. Ben Hawes 8. Alastair Wilson | 1. Barry Middleton (C) 2. James Tindall 3. Iain Mackay 4. Iain Lewers 5. James Fair (GK) 6. Nicholas Catlin 7. Daniel Fox 8. Richard Smith |

Reserver:
- Richard Mantell
- George Pinner (GK)

Gruppspel
| Nr | Lag            | S | V | O | F | GM | IM | MS  | P  |
| -- | -------------- | - | - | - | - | -- | -- | --- | -- |
| 1  | Australien     | 5 | 3 | 2 | 0 | 23 | 5  | +18 | 11 |
| 2  | Storbritannien | 5 | 2 | 3 | 0 | 14 | 8  | +6  | 9  |
| 3  | Spanien        | 5 | 2 | 2 | 1 | 8  | 10 | −2  | 8  |
| 4  | Pakistan       | 5 | 2 | 1 | 2 | 9  | 16 | −7  | 7  |
| 5  | Argentina      | 5 | 1 | 1 | 3 | 10 | 14 | −4  | 4  |
| 6  | Sydafrika      | 5 | 0 | 1 | 4 | 11 | 22 | −11 | 1  |

Slutspel
|  | Semifinaler    | Semifinaler    |   |                 | Final           | Final |  |
|  |                |                |   |                 |                 |       |  |
|  | 9 augusti 2012 |                |   |                 |                 |       |  |
|  | Australien     | 2              |   |                 |                 |       |  |
|  | Tyskland       | 4              |   |                 |                 |       |  |
|  |                |                |   |                 |                 |       |  |
|  |                |                |   |                 | 11 augusti 2012 |       |  |
|  |                |                |   |                 | Tyskland        | 2     |  |
|  |                | Nederländerna  | 1 |                 |                 |       |  |
|  |                |                |   |                 |                 |       |  |
|  |                |                |   |                 |                 |       |  |
|  |                |                |   |                 | Bronsmatch      |       |  |
|  | 9 augusti 2012 | 9 augusti 2012 |   | 11 augusti 2012 | 11 augusti 2012 |       |  |
|  | Nederländerna  | 9              |   | Australien      | 3               |       |  |
|  | Storbritannien | 2              |   |                 | Storbritannien  | 1     |  |

## Modern femkamp
De två kvotplatserna för respektive kön tilldelades i egenskap av värdnation.
- Herrarnas tävling - 2 kvotplatser
- Damernas tävling - 2 kvotplatser

| Idrottare       | Gren   | Fäktning (värja) | Fäktning (värja) | Fäktning (värja) | Simning (200 m frisim) | Simning (200 m frisim) | Simning (200 m frisim) | Ridsport (hästhoppning) | Ridsport (hästhoppning) | Ridsport (hästhoppning) | Kombinerat: skytte/löpning (10 m luftpistol)/(3000 m) | Kombinerat: skytte/löpning (10 m luftpistol)/(3000 m) | Kombinerat: skytte/löpning (10 m luftpistol)/(3000 m) | Totalpoäng | Slutpoäng |
| Idrottare       | Gren   | Resultat         | Placering        | MF-poäng         | Tid                    | Placering              | MF-poäng               | Straff                  | Placering               | MF-poäng                | Tid                                                   | Placering                                             | MF-poäng                                              | Totalpoäng | Slutpoäng |
| --------------- | ------ | ---------------- | ---------------- | ---------------- | ---------------------- | ---------------------- | ---------------------- | ----------------------- | ----------------------- | ----------------------- | ----------------------------------------------------- | ----------------------------------------------------- | ----------------------------------------------------- | ---------- | --------- |
| Sam Weale       | Herrar | 17–18            | =13              | 808              | 2:03,40                | 12                     | 1320                   | 24                      | 7                       | 1176                    | 11:00,00                                              | 22                                                    | 2360                                                  | 5664       | 13        |
| Nick Woodbridge | Herrar | 17–18            | =13              | 808              | 1:57,32                | 2                      | 1396                   | 44                      | 11                      | 1156                    | 11:01,66                                              | 23                                                    | 2356                                                  | 5716       | 10        |
| Samantha Murray | Damer  | 18–17            | =16              | 832              | 2:08,20                | 2                      | 1264                   | 60                      | 13                      | 1140                    | 12:00,59                                              | 10                                                    | 2120                                                  | 5356       | 2         |
| Mhairi Spence   | Damer  | 19–16            | =11              | 856              | 2:16,51                | 10                     | 1164                   | 104                     | 25                      | 1096                    | 12:46,23                                              | 28                                                    | 1936                                                  | 5052       | 21        |

## Ridsport
Storbritannien kvalificerade sig till alla ridsporttävlingar.

### Dressyr

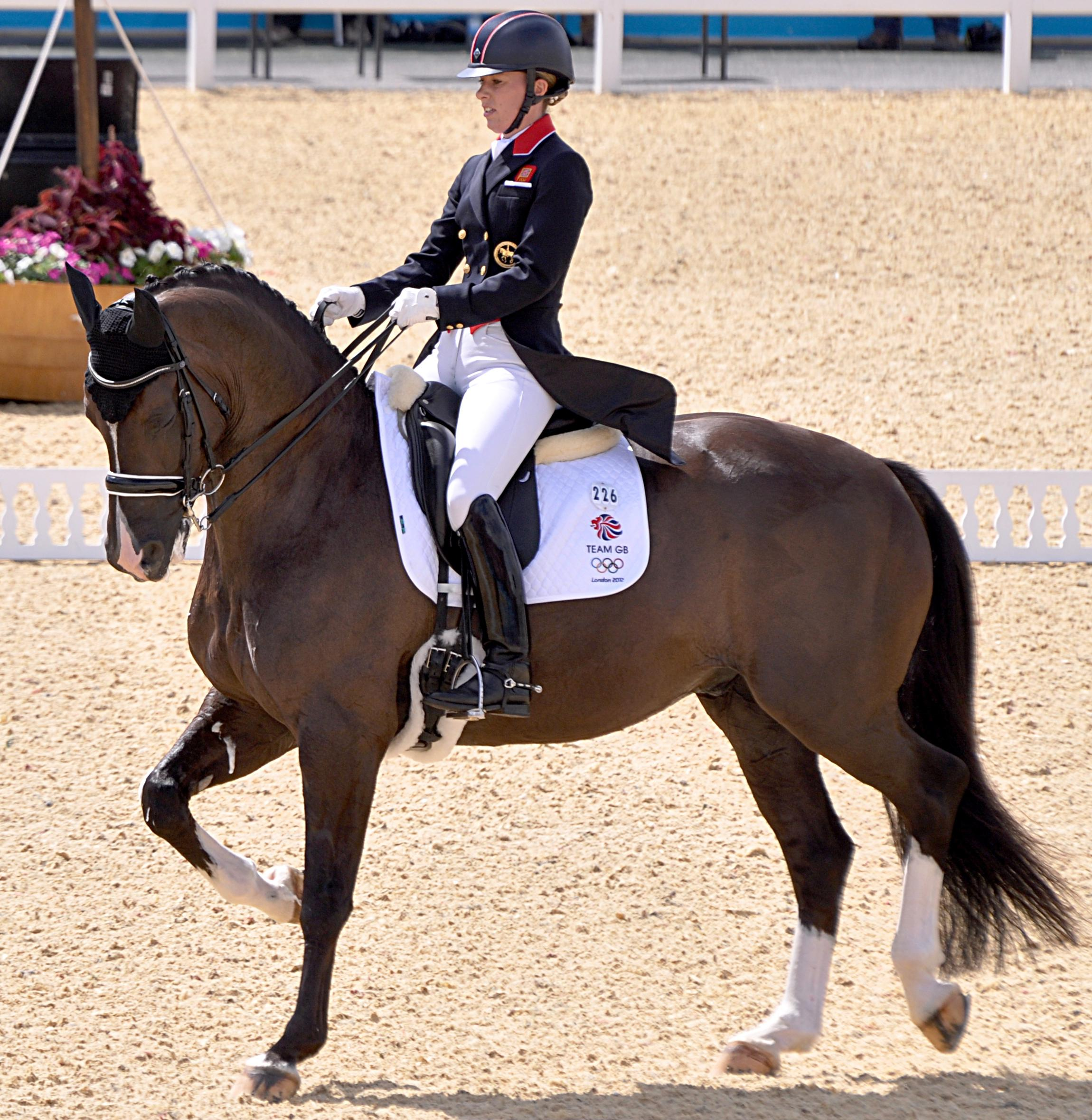
Charlotte Dujardin den dubbla olympiska guldmedaljören i dressyr under Grand Prix Special programmet.

| Ryttare              | Häst           | Grand Prix | Grand Prix | Grand Prix Special | Grand Prix Special | Grand Prix Freestyle | Grand Prix Freestyle | Placering |
| Ryttare              | Häst           | Poäng      | Placering  | Poäng              | Placering          | Poäng                | Placering            | Placering |
| -------------------- | -------------- | ---------- | ---------- | ------------------ | ------------------ | -------------------- | -------------------- | --------- |
| Charlotte Dujardin   | Valegro        | 83,663     | 1          | 83,286             | 1                  | 90,089               | 1                    | 1         |
| Laura Bechtolsheimer | Mistral Højris | 76,839     | 7          | 77,794             | 5                  | 84,339               | 3                    | 3         |
| Carl Hester          | Uthopia        | 77,72      | 5          | 80,571             | 3                  | 82,857               | 5                    | 5         |
| Richard Davison      | Artemis        | 72,812     | 18         | 70,524             | 26                 | Ej kvalificerad      | Ej kvalificerad      | 26        |

| Ryttare                                             | Häst     | Grand Prix | Grand Prix | Grand Prix Special | Grand Prix Special | Placering |
| Ryttare                                             | Häst     | Poäng      | Placering  | Poäng              | Total poäng        | Placering |
| --------------------------------------------------- | -------- | ---------- | ---------- | ------------------ | ------------------ | --------- |
| Carl Hester Laura Bechtolsheimer Charlotte Dujardin | som ovan | 79,407     | 1          | 80,55              | 79,979             | 1         |

### Fälttävlan
| Tävlande                                                             | Häst              | Gren        | Dressyr | Dressyr   | Terrängbana | Terrängbana | Hoppning | Hoppning  | Hoppning        | Hoppning        | Totalt | Totalt    |
| Tävlande                                                             | Häst              | Gren        | Dressyr | Dressyr   | Terrängbana | Terrängbana | Kval     | Kval      | Final           | Final           | Totalt | Totalt    |
| Tävlande                                                             | Häst              | Gren        | Straff  | Placering | Straff      | Placering   | Straff   | Placering | Straff          | Placering       | Straff | Placering |
| -------------------------------------------------------------------- | ----------------- | ----------- | ------- | --------- | ----------- | ----------- | -------- | --------- | --------------- | --------------- | ------ | --------- |
| Mary King                                                            | Imperial Cavalier | Individuell | 40,9    | 12        | 1,2         | 6           | 0        | 3         | 8               | 5               | 50,1   | 5         |
| Kristina Cook                                                        | Miners Frolic     | Individuell | 42      | 14        | 0           | 5           | 1        | 4         | 8               | 6               | 51     | 6         |
| Zara Phillips                                                        | High Kingdom      | Individuell | 46,1    | 24        | 0           | 10          | 7        | 13        | 0               | 8               | 53,1   | 8         |
| William Fox-Pitt                                                     | Lionheart         | Individuell | 44,1    | 17        | 9,2         | 21          | 0        | 14        | ej kvalificerad | ej kvalificerad | 53,3   | 27        |
| Nicola Wilson                                                        | Opposition Buzz   | Individuell | 51,7    | 39        | 0           | 19          | 4        | 17        | ej kvalificerad | ej kvalificerad | 55,7   | 28        |
| Mary King Kristina Cook Zara Phillips William Fox-Pitt Nicola Wilson | som ovan          | Lag         | 127     | 3         | 130,2       | 2           | 138,2    | 2         | i.u.            | i.u.            | 138,2  | 2         |

### Hoppning
| Tävlande      | Häst          | Kvalifikation | Kvalifikation | Kvalifikation   | Kvalifikation   | Kvalifikation   | Kvalifikation   | Kvalifikation   | Kvalifikation   | Final           | Final           | Final           | Final           | Final           | Total     |
| Tävlande      | Häst          | Runda 1       | Runda 1       | Runda 2         | Runda 2         | Runda 2         | Runda 3         | Runda 3         | Runda 3         | Runda A         | Runda A         | Runda B         | Runda B         | Runda B         | Total     |
| Tävlande      | Häst          | Straff        | Placering     | Straff          | Total           | Placering       | Straff          | Total           | Placering       | Straff          | Placering       | Straff          | Totalt          | Placering       | Placering |
| ------------- | ------------- | ------------- | ------------- | --------------- | --------------- | --------------- | --------------- | --------------- | --------------- | --------------- | --------------- | --------------- | --------------- | --------------- | --------- |
| Nick Skelton  | Big Star      | 0             | 1             | 0               | 0               | 1               | 0               | 0               | 1               | 0               | 1               | 4               | 4               | 5               | 5         |
| Ben Maher     | Tripple X     | 0             | 1             | 0               | 0               | 1               | 4               | 4               | 4               | 4               | 11              | 4               | 8               | 9               | 9         |
| Scott Brash   | Hello Sanctos | 4             | 42            | 4               | 8               | 31              | 0               | 8               | 11              | 0               | 1               | 4               | 4               | 5               | 5         |
| Peter Charles | Vindicat      | 10            | 65            | Ej kvalificerad | Ej kvalificerad | Ej kvalificerad | Ej kvalificerad | Ej kvalificerad | Ej kvalificerad | Ej kvalificerad | Ej kvalificerad | Ej kvalificerad | Ej kvalificerad | Ej kvalificerad | 65        |

| Tävlande                                         | Häst     | Runda 1 | Runda 1   | Runda 2 | Runda 2   | Jump-off | Jump-off  | Placering |
| Tävlande                                         | Häst     | Straff  | Placering | Straff  | Placering | Straff   | Placering | Placering |
| ------------------------------------------------ | -------- | ------- | --------- | ------- | --------- | -------- | --------- | --------- |
| Nick Skelton Ben Maher Scott Brash Peter Charles | som ovan | 4       | 2         | 4       | 1         | 0        | 1         | 1         |

## Rodd
Herrar
| Idrottare | Gren                        | Heat    | Heat      | Återkval | Återkval  | Kvartsfinal | Kvartsfinal | Semifinal | Semifinal | Final   | Final     | Final |
| Idrottare | Gren                        | Tid     | Placering | Tid      | Placering | Tid         | Placering   | Tid       | Placering | Tid     | Placering |       |
| --- | --------------------------- | ------- | --------- | -------- | --------- | ----------- | ----------- | --------- | --------- | ------- | --------- | ----- |
| Alan Campbell | Singelsculler               | 6:47,62 | 1 QF      | Bye      | Bye       | 6:52,10     | 1 SA/B      | 7:18,92   | 2 FA      | 7:03,28 | 3         |       |
| George Nash William Satch | Tvåa utan styrman           | 6:16,58 | 1 SA/B    | Bye      | Bye       | i.u.        | i.u.        | 6:56,46   | 1 FA      | 6:21,77 | 3         |       |
| Bill Lucas Sam Townsend | Dubbelsculler               | 6:11,94 | 2 SA/B    | Bye      | Bye       | i.u.        | i.u.        | 6:22,47   | 3 FA      | 6:40,54 | 5         |       |
| Mark Hunter Zac Purchase | Lättvikts-dubbelsculler     | 6:36,29 | 1 SA/B    | Bye      | Bye       | i.u.        | i.u.        | 6:36,62   | 1 FA      | 6:37,78 | 2         |       |
| Alex Gregory Tom James Pete Reed Andrew Trigg Hodge                                                                                            | Fyra utan styrman           | 5:50,27 | 1 Q       | Bye      | Bye       | i.u.        | i.u.        | 5:58,26   | 1 FA      | 6:03,97 | 1         |       |
| Charles Cousins Stephen Rowbotham Tom Solesbury Matthew Wells                                                                                  | Scullerfyra                 | 5:41,75 | 2 SA/B    | Bye      | Bye       | i.u.        | i.u.        | 6:05,32   | 3 FA      | 5:49,14 | 5         |       |
| Chris Bartley Peter Chambers Richard Chambers Rob Williams                                                                                     | Lättvikts-fyra utan styrman | 5:49,29 | 1 SA/B    | Bye      | Bye       | i.u.        | i.u.        | 5:59,68   | 1 FA      | 6:03,09 | 2         |       |
| Richard Egington James Foad Matthew Langridge Constantine Louloudis Alex Partridge Tom Ransley Mohamed Sbihi Greg Searle Phelan Hill (styrman) | Åtta med styrman            | 5:27,61 | 2 R       | 5:26,85  | 1 FA      | i.u.        | i.u.        | i.u.      | i.u.      | 5:52,18 | 3         |       |

Damer
| Helen Glover Heather Stanning | Tvåa utan styrman       | 6:57,29 OR | 1 FA   | Bye     | Bye  | i.u.    | i.u. | 7:27,13 | 1 |
| Katherine Grainger Anna Watkins | Dubbelsculler           | 6:44,33    | 1 FA   | Bye     | Bye  | i.u.    | i.u. | 6:55,82 | 1 |
| Katherine Copeland Sophie Hosking | Lättvikts-dubbelsculler | 6:56,97    | 1 SA/B | Bye     | Bye  | 7:05,90 | 1 FA | 7:09,30 | 1 |
| Debbie Flood Frances Houghton Beth Rodford Melanie Wilson                                                                                        | Scullerfyra             | 6:20,71    | 4 R    | 6:21,65 | 3 FA | i.u.    | i.u. | 6:51,54 | 6 |
| Jessica Eddie Katie Greves Lindsey Maguire Natasha Page Louisa Reeve Victoria Thornley Annabel Vernon Olivia Whitlam Caroline O'Connor (styrman) | Åtta med styrman        | 6:23,51    | 3 R    | 6:21,58 | 4 FA | i.u.    | i.u. | 6:18,77 | 5 |

Den enda gren som Storbritannien inte kvalificerade sig till var damernas singelsculler.

## Segling
Herrar
| Seglare                      | Gren      | Lopp | Lopp | Lopp | Lopp | Lopp | Lopp | Lopp | Lopp | Lopp | Lopp | Lopp | Lopp | Lopp | Lopp | Lopp | Lopp | Summerad poäng | Finalplacering |
| Seglare                      | Gren      | 1    | 2    | 3    | 4    | 5    | 6    | 7    | 8    | 9    | 10   | 11   | 12   | 13   | 14   | 15   | M*   | Summerad poäng | Finalplacering |
| ---------------------------- | --------- | ---- | ---- | ---- | ---- | ---- | ---- | ---- | ---- | ---- | ---- | ---- | ---- | ---- | ---- | ---- | ---- | -------------- | -------------- |
| Nick Dempsey                 | RS:X      | 5    | 7    | 5    | 1    | 10   | 1    | 2    | 3    | 9    | 2    | i.u. | i.u. | i.u. | i.u. | i.u. | 6    | 41             | 2              |
| Paul Goodison                | Laser     | 10   | 23   | 16   | 2    | 4    | 9    | 17   | 12   | 9    | 8    | i.u. | i.u. | i.u. | i.u. | i.u. | 6    | 93             | 7              |
| Ben Ainslie                  | Finnjolle | 2    | 2    | 6    | 12   | 4    | 3    | 1    | 3    | 6    | 1    | i.u. | i.u. | i.u. | i.u. | i.u. | 18   | 46             | 1              |
| Stuart Bithell Luke Patience | 470       | 2    | 1    | 4    | 2    | 3    | 4    | 1    | 6    | 3    | 2    | i.u. | i.u. | i.u. | i.u. | i.u. | 8    | 30             | 2              |
| Stevie Morrison Ben Rhodes   | 49er      | 12   | 12   | 3    | 18   | 4    | 2    | 1    | 1    | 17   | 4    | 20   | 13   | 3    | 17   | 7    | 10   | 124            | 5              |
| Iain Percy Andrew Simpson    | Starbåt   | 11   | 2    | 3    | 2    | 1    | 2    | 1    | 2    | 4    | 1    | i.u. | i.u. | i.u. | i.u. | i.u. | 16   | 34             | 2              |

M = Medaljlopp; EL = Eliminerad – gick inte vidare till medaljloppet;
Damer
| Seglare                   | Gren         | Lopp | Lopp | Lopp | Lopp | Lopp | Lopp | Lopp | Lopp | Lopp | Lopp | Lopp | Summerad poäng | Finalplacering |
| Seglare                   | Gren         | 1    | 2    | 3    | 4    | 5    | 6    | 7    | 8    | 9    | 10   | M*   | Summerad poäng | Finalplacering |
| ------------------------- | ------------ | ---- | ---- | ---- | ---- | ---- | ---- | ---- | ---- | ---- | ---- | ---- | -------------- | -------------- |
| Bryony Shaw               | RS:X         | 7    | 6    | 4    | 9    | 6    | 8    | 7    | 5    | 1    | 5    | 10   | 59             | 7              |
| Alison Young              | Laser radial | 7    | 10   | 2    | 2    | 2    | 11   | 6    | 8    | BFD  | 4    | 8    | 60             | 5              |
| Saskia Clark Hannah Mills | 470          | 6    | 1    | 4    | 6    | 1    | 6    | 5    | 2    | 8    | 2    | 18   | 51             | 2              |

M = Medaljlopp; EL = Eliminerad – gick inte vidare till medaljloppet;
Matchracing
| Seglare                                  | Gren        | Inledande omgång | Inledande omgång | Inledande omgång | Inledande omgång | Inledande omgång | Inledande omgång | Inledande omgång | Inledande omgång | Inledande omgång | Inledande omgång | Inledande omgång | Placering | Utslagning       | Utslagning       | Utslagning       | Placering |
| Seglare                                  | Gren        | Danmark          | Spanien          | Portugal         | Australien       | Finland          | Frankrike        | Nya Zeeland      | Ryssland         | Sverige          | Nederländerna    | USA              | Placering | Kvartsfinal      | Semifinal        | Final            | Placering |
| ---------------------------------------- | ----------- | ---------------- | ---------------- | ---------------- | ---------------- | ---------------- | ---------------- | ---------------- | ---------------- | ---------------- | ---------------- | ---------------- | --------- | ---------------- | ---------------- | ---------------- | --------- |
| Lucy MacGregor Kate MacGregor Annie Lush | Matchracing | W                | L                | W                | L                | W                | W                | L                | L                | W                | L                | L                | 7 Q       | Ryssland L (2–3) | Gick inte vidare | Gick inte vidare | 7*        |

## Simhopp
Herrar
| Idrottare                       | Gren             | Kval   | Kval      | Semifinal        | Semifinal        | Final            | Final            |
| Idrottare                       | Gren             | Poäng  | Placering | Poäng            | Placering        | Poäng            | Placering        |
| ------------------------------- | ---------------- | ------ | --------- | ---------------- | ---------------- | ---------------- | ---------------- |
| Jack Laugher                    | 3 m              | 330,00 | 27        | Gick inte vidare | Gick inte vidare | Gick inte vidare | Gick inte vidare |
| Chris Mears                     | 3 m              | 436,05 | 18 Q      | 461,00           | 9 Q              | 439,75           | 9                |
| Tom Daley                       | 10 m             | 448,45 | 15 Q      | 521,10           | 4 Q              | 556,95           | 3                |
| Peter Waterfield                | 10 m             | 412,45 | 23        | Gick inte vidare | Gick inte vidare | Gick inte vidare | Gick inte vidare |
| Chris Mears Nick Robinson-Baker | 3 m parhoppning  | i.u.   | i.u.      | i.u.             | i.u.             | 432,60           | 5                |
| Tom Daley Peter Waterfield      | 10 m parhoppning | i.u.   | i.u.      | i.u.             | i.u.             | 454,65           | 4                |

Damer
| Idrottare                       | Gren             | Kval   | Kval      | Semifinal        | Semifinal        | Final            | Final            |
| Idrottare                       | Gren             | Poäng  | Placering | Poäng            | Placering        | Poäng            | Placering        |
| ------------------------------- | ---------------- | ------ | --------- | ---------------- | ---------------- | ---------------- | ---------------- |
| Rebecca Gallantree              | 3 m              | 299,25 | 16 Q      | 267,10           | 18               | Did not advance  | Did not advance  |
| Hannah Starling                 | 3 m              | 298,25 | 17 Q      | 313,95           | 13               | Did not advance  | Did not advance  |
| Monique Gladding                | 10 m             | 301,45 | 19        | Gick inte vidare | Gick inte vidare | Gick inte vidare | Gick inte vidare |
| Stacie Powell                   | 10 m             | 287,30 | 20        | Gick inte vidare | Gick inte vidare | Gick inte vidare | Gick inte vidare |
| Alicia Blagg Rebecca Gallantree | 3 m parhoppning  | i.u.   | i.u.      | i.u.             | i.u.             | 285,60           | 7                |
| Sarah Barrow Tonia Couch        | 10 m parhoppning | i.u.   | i.u.      | i.u.             | i.u.             | 321,72           | 5                |

## Simning
Två (eller fler) simmare har uppnått OQT (Olympic Qualifying Time)
- Herrarnas 200, 400, 1500 meter frisim
- Herrarnas 200 meter ryggsim
- Herrarnas 200 meter bröstsim
- Herrarnas 200 meter fjärilsim
- Herrarnas 200, 400 meter medley
- Damernas 400, 800 meter frisim
- Damernas 100, 200 meter ryggsim
- Damernas 100, 200 meter fjärilsim
- Damernas 200, 400 meter medley

En simmare har uppnått OQT
- Herrarnas 50 meter frisim
- Herrarnas 100 meter ryggsim
- Herrarnas 100 meter bröstsim
- Herrarnas 100 meter fjärilsim
- Damernas 50, 100, 200 meter frisim
- Damernas 200 meter bröstsim

Lagkapper
- Herrarnas 4x100, 4x200 meter frisim
- Herrarnas 4x100 meter medley
- Damernas 4x100, 4x200 meter frisim
- Damernas 4x100 meter medley

Öppet vatten
- Damernas 10 km - 1 kvotplats
- Herrarnas 10 km - 1 kvotplats

## Skyttesport
Damer
- 10 meter luftgevär - 1 kvotplats
- 25 meter pistol - 2 kvotplatser
- Trap - 1 kvotplats
- Skeet - 1 kvotplats

Herrar
- 50 meter gevär, tre positioner - 1 kvotplats
- 25 meter pistol, snabbskytte - 1 kvotplats
- 10 meter luftpistol - 1 kvotplats
- Trap - 1 kvotplats
- Dubbel trap - 2 kvotplatser
- Skeet - 2 kvotplatser

## Taekwondo
Damer
- 68 kg - 1 kvotplats
- 80 kg - 1 kvotplats

Herrar
- 57 kg - 1 kvotplats
- 67 kg - 1 kvotplats

| Idrottare       | Gren             | Åttondelsfinaler      | Kvartsfinaler        | Semifinaer           | Återkval             | Bronsmatch           | Final                | Final            |
| Idrottare       | Gren             | Motståndare Resultat  | Motståndare Resultat | Motståndare Resultat | Motståndare Resultat | Motståndare Resultat | Motståndare Resultat | Placering        |
| --------------- | ---------------- | --------------------- | -------------------- | -------------------- | -------------------- | -------------------- | -------------------- | ---------------- |
| Martin Stamper  | Herrarnas −68 kg | Osornio (MEX) W 5–2   | Fejzić (SRB) W 8–3   | Tazegül (TUR) L 6–9  | Bye                  | Nikpai (AFG) L 3–5   | Gick inte vidare     | 5                |
| Lutalo Muhammad | Herrarnas −80 kg | Negmatov (TJK) W 7–1  | García (ESP) L 3–7   | Gick inte vidare     | Karami (IRI) W 11–7  | Jeremjan (ARM) W 9–3 | Gick inte vidare     | 3                |
| Jade Jones      | Damernas −57 kg  | Gladović (SRB) W 15–1 | Hamada (JPN) W 13–3  | Tseng (TPE) W 10–6   | Bye                  | Bye                  | Hou (CHN) W 6–4      | 1                |
| Sarah Stevenson | Damernas −67 kg  | McPherson (USA) L 1–5 | Gick inte vidare     | Gick inte vidare     | Gick inte vidare     | Gick inte vidare     | Gick inte vidare     | Gick inte vidare |

## Tennis
Två brittiska spelare var automatiskt kvalificerade genom sin världsrankning, herrspelarna Andy Murray och Jamie Murray. Ytterligare två herrspelare kvalificerade sig och fyra damspelare tilldelades platser.
Herrar
| Spelare                     | Gren       | Omgång 1                  | Omgång 2                                 | Åttondelsfinaler                | Kvartsfinaler            | Semifinaler               | Final / BM                    | Final / BM       |
| Spelare                     | Gren       | Motståndare Poäng         | Motståndare Poäng                        | Motståndare Poäng               | Motståndare Poäng        | Motståndare Poäng         | Motståndare Poäng             | Placering        |
| --------------------------- | ---------- | ------------------------- | ---------------------------------------- | ------------------------------- | ------------------------ | ------------------------- | ----------------------------- | ---------------- |
| Andy Murray                 | Herrsingel | Wawrinka (SUI) W 6–3, 6–3 | Nieminen (FIN) W 6–2, 6–4                | Baghdatis (CYP) W 4–6, 6–1, 6–4 | Almagro (ESP) W 6–4, 6–1 | Djokovic (SRB) W 7–5, 7–5 | Federer (SUI) W 6–2, 6–1, 6–4 | 1                |
| Andy Murray Jamie Murray    | Herrdubbel | i.u.                      | Melzer / Peya (AUT) L 7–5, 6–7(6–8), 5–7 | Gick inte vidare                | Gick inte vidare         | Gick inte vidare          | Gick inte vidare              | Gick inte vidare |
| Ross Hutchins Colin Fleming | Herrdubbel | i.u.                      | Benneteau / Gasquet (FRA) L 5–7, 3–6     | Gick inte vidare                | Gick inte vidare         | Gick inte vidare          | Gick inte vidare              | Gick inte vidare |

Damer
| Spelare                        | Gren      | Omgång 1                        | Omgång 2                               | Åttondelsfinaler  | Kvartsfinaler     | Semifinaler       | Final / BM        | Final / BM       |
| Spelare                        | Gren      | Motståndare Poäng               | Motståndare Poäng                      | Motståndare Poäng | Motståndare Poäng | Motståndare Poäng | Motståndare Poäng | Placering        |
| ------------------------------ | --------- | ------------------------------- | -------------------------------------- | ----------------- | ----------------- | ----------------- | ----------------- | ---------------- |
| Elena Baltacha                 | Damsingel | Szávay (HUN) W 6–3, 6–3         | Ivanovic (SRB) L 4–6, 6–7(5–7)         | Gick inte vidare  | Gick inte vidare  | Gick inte vidare  | Gick inte vidare  | Gick inte vidare |
| Anne Keothavong                | Damsingel | Wozniacki (DEN) L 6–4, 3–6, 2–6 | Gick inte vidare                       | Gick inte vidare  | Gick inte vidare  | Gick inte vidare  | Gick inte vidare  | Gick inte vidare |
| Heather Watson                 | Damsingel | Soler Espinosa (ESP) W 6–2, 6–2 | Kirilenko (RUS) L 3–6, 2–6             | Gick inte vidare  | Gick inte vidare  | Gick inte vidare  | Gick inte vidare  | Gick inte vidare |
| Laura Robson                   | Damsingel | Šafářová (CZE) W 7–6(7–4), 6–4  | Sjarapova (RUS) L 6–7(5–7), 3–6        | Gick inte vidare  | Gick inte vidare  | Gick inte vidare  | Gick inte vidare  | Gick inte vidare |
| Elena Baltacha Anne Keothavong | Damdubbel | i.u.                            | Görges / Grönefeld (GER) L 3–6, 1–6    | Gick inte vidare  | Gick inte vidare  | Gick inte vidare  | Gick inte vidare  | Gick inte vidare |
| Laura Robson Heather Watson    | Damdubbel | i.u.                            | Kerber / Lisicki (GER) L 6–1, 4–6, 3–6 | Gick inte vidare  | Gick inte vidare  | Gick inte vidare  | Gick inte vidare  | Gick inte vidare |

Mixed
| Spelare                  | Gren        | Åttondelsfinaler                                  | Kvartsfinaler                            | Semifinaler                                 | Final / BM                                 | Final / BM |
| Spelare                  | Gren        | Motståndare Poäng                                 | Motståndare Poäng                        | Motståndare Poäng                           | Motståndare Poäng                          | Placering  |
| ------------------------ | ----------- | ------------------------------------------------- | ---------------------------------------- | ------------------------------------------- | ------------------------------------------ | ---------- |
| Andy Murray Laura Robson | Mixeddubbel | Štěpánek / Hradecká (CZE) W 7–5, 6–7(7–9), [10–7] | Stosur / Hewitt (AUS) W 6–3, 3–6, [10–8] | Lisicki / Kas (GER) W 6–1, 6–7(7–9), [10–7] | Azaranka / Mirnji (BLR) L 6–2, 3–6, [8–10] | 2          |

## Triathlon
| Triathlet         | Gren                | Simning (1,5 km) | Trans 1 | Cykling (40 km) | Trans 2 | Löpning (10 km) | Total tid | Placering |
| ----------------- | ------------------- | ---------------- | ------- | --------------- | ------- | --------------- | --------- | --------- |
| Alistair Brownlee | Herrarnas triathlon | 17:04            | 0:39    | 59:08           | 0:27    | 29:07           | 1:46:25   | 1         |
| Jonathan Brownlee | Herrarnas triathlon | 17:02            | 0:38    | 59:11           | 0:28    | 29:37           | 1:46:56   | 3         |
| Stuart Hayes      | Herrarnas triathlon | 17:17            | 0:39    | 59:04           | 0:35    | 33:29           | 1:51:04   | 37        |
| Lucy Hall         | Damernas triathlon  | 18:17            | 0:43    | 1:06:39         | 0:35    | 38.24           | 2:04:38   | 33        |
| Vicky Holland     | Damernas triathlon  | 19:22            | 0:41    | 1:07:23         | 0:31    | 34:58           | 2:02:55   | 26        |
| Helen Jenkins     | Damernas triathlon  | 19:19            | 0:43    | 1:05:35         | 0:32    | 34:10           | 2:00:19   | 5         |

## Tyngdlyftning
Kvotplatserna tilldelas i egenskap av värdnation.
Herrar
- 3 kvotplatser, valfri viktklass

Damer
- 2 kvotplatser, valfri viktklass

## Vattenpolo
Lagplatserna tilldelades i egenskap av värdnation.
- Damernas turnering - 1 lag med 13 spelare
- Herrarnas turnering - 1 lag med 13 spelare

## Volleyboll
Lagplatserna tilldelades i egenskap av värdnation.
Beachvolleyboll
- Damernas turnering - 1 lag med 2 spelare
- Herrarnas turnering - 1 lag med 2 spelare

Volleyboll
- Damernas turnering - 1 lag med 12 spelare
- Herrarnas turnering - 1 lag med 12 spelare